# Список коміксів, перекладених українською
Список коміксів, перекладених українською налічує переклади коміксів, зроблених з різних іноземних мов, зокрема англійської, італійської, французької, німецької та нідерландської, японської. На сьогодні в Україні працює 7 видавництв, які спеціалізуються на адаптації закордонних коміксів українською мовою, до яких належать найбільші — «РМ», «Mimir Media» («Northern Lights»), «Ірбіс Комікси» та «Nasha Idea» (Наша ідеа), а також невеликі — «Fireclaw», «Мольфар Комікс», «Вовкулака» та інші.

## Список коміксів, випущених українською за виданнями

### Artbooks
| Назва                                          | Видавництво      | Дата публікації          |
| 2018                                           | 2018             | 2018                     |
| ---------------------------------------------- | ---------------- | ------------------------ |
| Гільда і троль                                 | Nobrow Press     | червень 2018             |
| Артур і золота линва                           | Flying Eye Books | 2018                     |
| Гільда й Опівнічний Велетень                   | Nobrow Press     | вересень 2018            |
| 2019                                           |                  |                          |
| Гільда і парад птахів                          | Nobrow Press     | травень 2019             |
| Болівар                                        | Archaia          | вересень 2019            |
| Марсі та загадка Сфінкса                       | Flying Eye Books | липень 2019              |
| 2020                                           |                  |                          |
| MINECRAFT Комікс. Том 1                        | Dark Horse       | вересень 2020            |
| MINECRAFT: Історії з Верхнього світу           | Dark Horse       | жовтень 2020             |
| Гільда і чорний пес                            | Nobrow Press     | грудень 2020             |
| Зоряний замок. 1869: Підкорення космосу. Том 1 | Rue de Sèvres    | грудень 2020             |
| 2021                                           |                  |                          |
| Маленький Принц. Планета вітрів                | GLENAT           | червень 2021             |
| Гільда і кам'яний ліс                          | Nobrow Press     | вересень 2021            |
| Аліса в Країні Мавп                            | GLENAT           | вересень 2021            |
| MINECRAFT Мисливці на монстрів                 | Dark Horse       | вересень 2021            |
| MINECRAFT Комікс. Том 2                        | Dark Horse       | листопад 2021            |
| Нічні вогники                                  | Nobrow Press     | грудень 2021             |
| 2022                                           |                  |                          |
| Незвичайна Подорож. Том 1                      | Vents d'Ouest    | лютий 2022               |
| 2023                                           |                  |                          |
| MINECRAFT Комікс. Том 3                        | Dark Horse       | 2023                     |
| MINECRAFT Мисливці на монстрів 2               | Dark Horse       | 2023                     |
| MINECRAFT Мисливці на монстрів 3               | Dark Horse       | 2023                     |
| Маленький Принц. Планета Вогнептаха            | GLENAT           | 2023                     |
| Черепашка                                      | Nobrow Press     | 2023                     |
| 2024                                           |                  |                          |
| Гільда і Король Гори                           | Nobrow Press     | квітень 2024             |
| Рік і Морті. Випуск 1-8 / Том 1(#1-5)          | Oni Press        | серпень 2024-січень 2025 |
| Діти капітана Гранта. Том 1                    | Papercutz        | 2024                     |
| Незвичайна Подорож. Том 2                      | Vents d'Ouest    | 2024                     |
| Надзвичайна пригода біткоїна й блокчейну       | Delcourt         | 2024                     |
| Час пригод із Фінном і Джейком. Випуск 1       | BOOM!            | Очікується               |

### Fireclaw Ukraine
| Назва                                                                | Видавництво            | Дата публікації               |
| 2018                                                                 | 2018                   | 2018                          |
| -------------------------------------------------------------------- | ---------------------- | ----------------------------- |
| Spider-Man (Людина-Павук) #1-28                                      | Marvel Comics          | лютий 2018 — січень 2022      |
| Пригоди Драгонеро #1-8                                               | Sergio Bonelli Editore | травень 2018 — травень 2019   |
| Супергеройські пригоди                                               | Marvel Comics          | вересень 2019 — січень 2023   |
| Дедпул. Том 1: Балакучий мільйонер                                   | Marvel Comics          | вересень 2018                 |
| Старий Лоґан. Том 1. Берсеркер                                       | Marvel Comics          | вересень 2018                 |
| Вражаючі Люди-Ікс. Том 1: Життя Ікс                                  | Marvel Comics          | листопад 2018                 |
| Єнот Ракета: Домашній арешт                                          | Marvel Comics          | листопад 2018                 |
| Текс. Месник                                                         | Sergio Bonelli Editore | листопад 2018                 |
| 2019                                                                 |                        |                               |
| Тор: Глава перша                                                     | Marvel Comics          | січень 2019                   |
| Старий Лоґан. Том 2: Прикордонне місто                               | Marvel Comics          | січень 2019                   |
| Доктор Стрендж: Прокляття                                            | Marvel Comics          | лютий 2019                    |
| Безсмертний Галк. Том 1: Двоє в одному                               | Marvel Comics          | березень 2019                 |
| Життя Капітана Марвел                                                | Marvel Comics          | квітень 2019                  |
| Дедпул. Том 2: Кінець терору                                         | Marvel Comics          | травень 2019                  |
| Месники. Том 1: Останній загін                                       | Marvel Comics          | травень 2019                  |
| Тоні Старк. Залізна Людина. Том 1: Створив себе сам                  | Marvel Comics          | червень 2019                  |
| Старий Лоґан. Том 3: Останній Ронін                                  | Marvel Comics          | червень 2019                  |
| Ґрут                                                                 | Marvel Comics          | липень 2019                   |
| Дедпул вбиває Дедпула                                                | Marvel Comics          | серпень 2019                  |
| Людина-павук та Людина-Факел                                         | Marvel Comics          | вересень 2019                 |
| Вражаючі Люди-Ікс. Том 2: Чоловік Ікс                                | Marvel Comics          | вересень 2019                 |
| Втеча                                                                | BD                     | вересень 2019                 |
| Химерне Минуле. Том 1                                                | Sergio Bonelli Editore | вересень 2019                 |
| Фафгрд та Сірий Мишолов                                              | Dark Horse             | листопад 2019                 |
| 2020                                                                 |                        |                               |
| Капітан Америка. Том 1: Зима в Америці                               | Marvel Comics          | січень 2020                   |
| Підлітки-Мутанти Черепашки-Ніндзя. Том 1. Невідворотність змін       | IDW Publishing         | лютий 2020                    |
| Чужі. Спасіння                                                       | Dark Horse             | березень 2020                 |
| Єнот Ракета. Том 1: Переслідування                                   | Marvel Comics          | серпень 2020                  |
| 2021                                                                 |                        |                               |
| Майлз Моралес: Найвеличніша Людина-Павук. Том 1                      | Marvel Comics          | лютий 2021                    |
| Дракула Брема Стокера                                                | IDW Publishing         | червень 2021                  |
| Дедпул #1-5                                                          | Marvel Comics          | вересень 2021 — березень 2023 |
| Конан-Варвар. Том 1: Життя та смерть Конана                          | Marvel Comics          | вересень 2021                 |
| Візій. Том 1: Трохи гірший за людину                                 | Marvel Comics          | листопад 2021                 |
| 2022                                                                 |                        |                               |
| Підлітки-Мутанти Черепашки-Ніндзя. Том 2: Старі вороги, нові вороги. | IDW Publishing         | січень 2022                   |
| Дедпул. Том 3: Дедпул проти Шаблезуба                                | Marvel Comics          | вересень 2022                 |
| 2023                                                                 |                        |                               |
| Cтарий Лоґан. Том 4: Древні монстри                                  | Marvel Comics          | лютий 2023                    |
| Мишача Варта: Осінь 1152                                             | Villard                | травень 2023                  |
| Людина-Павук: Війна у місті                                          | Marvel Comics          | серпень 2023                  |
| Мої вітання Блек Джеку! Том 1                                        | Kodansha               | вересень 2023                 |
| Мої вітання Блек Джеку! Том 2                                        | Kodansha               | грудень 2023                  |
| 2024                                                                 |                        |                               |
| Мишача Варта: Зима 1152                                              | Villard                | березень 2024                 |

### LANTSUTA
| Назва                                                              | Видавництво | Країна | Переклад | Дата публікації |
| ------------------------------------------------------------------ | ----------- | ------ | -------- | --------------- |
| Дно. Том 1. Примарна надія                                         |             |        |          |                 |
| Довгий Джон Сілвер. Том 1                                          |             |        |          |                 |
| Фаетон. Том 1: Протерра                                            |             |        |          |                 |
| Фаетон. Том 2: Повстання                                           |             |        |          |                 |
| Група Фаетон. Фортунці #1-4                                        |             |        |          |                 |
| Фаетон: Протерра #1                                                |             |        |          |                 |
| Пані Небезпека                                                     |             |        |          |                 |
| Трансформери. Том 1. Світ у твоїх очах                             |             |        |          |                 |
| Ісола. Том 1                                                       |             |        |          |                 |
| ЕнергоМорфні Могутні Рейнджери / Підлітки-Мутанти Черепашки-Ніндзя |             |        |          |                 |
| Трансформери. Том 2. Розколини під твоїми ногами                   |             |        |          |                 |
| Аватар. Останній Маг Повітря. Книга 1: Обіцянка                    |             |        |          |                 |
| Фаетон. Том 3: Дрімгакери                                          |             |        |          |                 |
| Ми знаходимо їх лише коли вони мертві. Книга перша: Шукач          |             |        |          |                 |
| Довгий Джон Сілвер. Том 2                                          |             |        |          |                 |
| Аватар. Останній Маг Повітря: Катара й піратське срібло            |             |        |          |                 |
| Аватар. Останній Маг Повітря. Книга 2: Пошуки                      |             |        |          |                 |
| Дно. Том 2. Перш ніж нас спопелить світанок                        |             |        |          |                 |
| Аватар. Останній Маг Повітря. Книга 3: Розколина                   |             |        |          |                 |

### MAL'OPUS
| Назва                                                        | Видавництво            | Дата публікації |
| 2019                                                         | 2019                   | 2019            |
| ------------------------------------------------------------ | ---------------------- | --------------- |
| Рукавиця нескінченності                                      | Marvel Comics          | 24.04.2019      |
| Дедпул проти Таноса                                          | Marvel Comics          | 24.04.2019      |
| Місто гріхів. Том 1. Важке Прощання                          | Dark Horse             | 16.07.2019      |
| Росомаха: Старий Лоґан                                       | Marvel Comics          | 5.09.2019       |
| Скотт Пілігрим. Том 1                                        | Oni Press              | 01.10.2019      |
| Громадянська війна                                           | Marvel Comics          | 10.10.2019      |
| Таємне вторгнення                                            | Marvel Comics          | 6.12.2019       |
| 2020                                                         |                        |                 |
| Marvel 1602                                                  | Marvel Comics          | 22.05.2020      |
| Балтимор. Том 1. Чумні кораблі                               | Dark Horse             | 23.07.2020      |
| Космічний Примарний Вершник Малюк Танос має померти          | Marvel Comics          | 17.09.2020      |
| Білки-вояки. Том 1. Весна                                    | Devil's Due Publishing | 21.09.2020      |
| Місто Гріхів. Том 2. Жінка, за яку варто вбивати             | Dark Horse             | 21.09.2020      |
| Династія М                                                   | Marvel Comics          | 5.11.2020       |
| The Last of Us: Американські мрії                            |                        | 5.11.2020       |
| Секретна війна                                               | Marvel Comics          | 2.12.2020       |
| Легенди MARVEL                                               | Marvel Comics          | 31.12.2020      |
| 2021                                                         |                        |                 |
| Скотт Пілігрим. Том 2                                        | Oni Press              | 2.03.2021       |
| Круто Зварений (Колекційне Видання)                          | Dark Horse             | 18.03.2021      |
| Велетенський Малий Marvel: Месники проти Людей Ікс. Випуск 1 | Marvel Comics          | 7.04.2021       |
| Місячний Лицар. Із мертвих                                   | Marvel Comics          | 26.04.2021      |
| Химерна планета (Книга перша)                                | HarperCollins          | 24.05.2021      |
| Дедпул. Том 1: Таємне вторгнення                             | Marvel Comics          | 25.05.2021      |
| Шараз-Де                                                     | Mosquito               | 18.06.2021      |
| Шибайголова: Людина без страху                               | Marvel Comics          | 3.08.2021       |
| Bloodborne. Том 1. Глибина сну                               | Titan Books            | 13.09.2021      |
| 2022                                                         |                        |                 |
| Соколине око. Том 1. Моє життя як зброя                      | Marvel Comics          | 21.01.2022      |
| Bloodborne. Том 2. Жага зцілення                             | Titan Books            | 1.02.2020       |
| Assassin's Creed Valhalla: Пісня Слави. Том 1                | Dark Horse             | 1.02.2022       |
| Скотт Пілігрим. Том 3                                        | Oni Press              | 10.02.2022      |
| Химерніша планета (Книга друга)                              | HarperCollins          | 12.10.2022      |
| 2023                                                         |                        |                 |
| Шлях домогосподаря. Том 1                                    | Shinchosha             | 9.02.2023       |
| Скотт Пілігрим береться за розум. Том 4.                     | Oni Press              | 3.03.2023       |
| Bloodborne. Том 3. Вороняча пісня                            | Titan Books            | 30.03.2023      |
| Пророцтво. Том 1                                             | Shueisha               | 5.04.2023       |
| Остання подорож дівчат. Том 1                                | Shinchosha             | 25.04.2023      |
| Кімнати                                                      | PIE                    | 29.04.2023      |
| Шлях домогосподаря. Том 2                                    | Shinchosha             | 17.05.2023      |
| Людина-павук: Життєпис                                       | Marvel Comics          | 22.05.2023      |
| Відьомський рай. Том 1                                       | Ki-oon                 | 18.05.2023      |
| Остання подорож дівчат. Том 2                                | Shinchosha             | 7.07.2023       |
| Томіе. Том 1                                                 | Asahi Sonorama         | 21.09.2023      |
| Ця порцелянова лялечка закохалася. Том 1                     | Square Enix            | 26.09.2023      |
| Шлях домогосподаря. Том 3                                    | Shinchosha             | 29.09.2023      |
| Пророцтво. Том 2                                             | Shueisha               | 27.10.2023      |
| Відьомський рай. Том 2                                       | Ki-oon                 | 16.11.2023      |
| Ця порцелянова лялечка закохалася. Том 2                     | Square Enix            | 20.12.2023      |
| Томіе. Том 2                                                 | Asahi Sonorama         | 27.12.2023      |
| 2024                                                         |                        |                 |
| YoRHa: Протокол висадки в Перл-Гарбор. Том 1                 |                        | 12.01.2024      |
| Ця порцелянова лялечка закохалася. Том 3                     | Square Enix            | 24.01.2024      |
| Фантомна зона                                                |                        | 13.02.2024      |
| Шлях домогосподаря. Том 4                                    | Shinchosha             | 15.02.2024      |
| Остання подорож дівчат. Том 3                                | Shinchosha             | 16.02.2024      |
| Скотт Пілігрим. Том 5                                        | Oni Press              | 19.02.2024      |
| Темний дворецький. Том 1                                     |                        | 5.03.2024       |
| YoRHa: Протокол висадки в Перл-Гарбор. Том 2                 |                        | 7.03.2024       |
| Ця порцелянова лялечка закохалася. Том 4                     | Square Enix            | 21.03.2024      |
| Темний дворецький. Том 2                                     |                        | 22.03.2024      |
| Відьомський рай. Том 3                                       | Ki-oon                 | 29.03.2024      |
| Самітниця-рокерка! Том 1                                     |                        | 22.04.2024      |
| Шлях домогосподаря. Том 5                                    | Shinchosha             | 24.04.2024      |
| Місто, де немає лиш мене. Том 1                              |                        | 26.04.2024      |
| Пророцтво. Том 3                                             | Shueisha               | 30.04.2024      |
| Крах людини. Том 1                                           |                        | 7.05.2024       |
| Bloodborne. Том 4. Запона, роздерта на клоччя                | Titan Books            | 15.05.2024      |
| Я стала лиходійкою, тому приборкаю фінального боса. Том 1    |                        | 20.05.2024      |
| Темний дворецький. Том 3                                     |                        | 18.06.2024      |
| Скотт Пілігрим. Том 6                                        | Oni Press              | 21.06.2024      |
| Ця порцелянова лялечка закохалася. Том 5                     | Square Enix            | 12.07.2024      |
| Самітниця-рокерка! Том 2                                     |                        | 18.07.2024      |
| Голограф Веселкового поля                                    |                        | 12.08.2024      |
| Я стала лиходійкою, тому приборкаю фінального боса. Том 2    |                        | 13.08.2024      |
| Місто, де немає лиш мене. Том 2                              |                        | 21.08.2024      |
| Остання подорож дівчат. Том 4                                | Shinchosha             | 22.08.2024      |
| Чудернацька антикварна крамниця                              |                        | 5.09.2024       |
| Крах людини. Том 2                                           |                        | 16.09.2024      |
| Темний дворецький. Том 4                                     |                        | 19.09.2024      |
| Dark Souls: Спокута                                          |                        | 03.10.2024      |
| YoRHa: Протокол висадки в Перл-Гарбор. Том 3                 |                        | 29.10.2024      |
| Крах людини. Том 3                                           |                        | 12.11.2024      |
| Темний дворецький. Том 5                                     |                        | 15.11.2024      |
| Мої близнюки                                                 |                        | грудень 2024    |
| Самітниця-рокерка! Том 3                                     |                        | Передзамовлення |
| Підземелля смакоти. Омнібус 1                                |                        | Передзамовлення |
| Відьомський рай. Том 4                                       | Ki-oon                 | Передзамовлення |
| Убивця гоблінів. Омнібус 1                                   |                        | Передзамовлення |
| Я стала лиходійкою, тому приборкаю фінального боса. Том 3    |                        | Передзамовлення |
| Місто, де немає лиш мене. Том 3                              |                        | Передзамовлення |
| Остання подорож дівчат. Том 5                                |                        | Передзамовлення |

### MIMIR MEDIA/Northern Lights
| Назва                                                             | Видавництво     | Дата публікації |
| 2018                                                              | 2018            | 2018            |
| ----------------------------------------------------------------- | --------------- | --------------- |
| Веном. Том 1: Тремтіння                                           | Marvel Comics   | 09.2018         |
| 2019                                                              |                 |                 |
| Абсолютний Росомаха проти Халка                                   | Marvel Comics   | 11.05.2019      |
| Нові Месники. Том 1: Все помирає                                  | Marvel Comics   | 8.06.2019       |
| Назад у майбутнє. Нерозказані історії та альтернативні лінії часу | IDW Publishing  | 09.2019         |
| Людина-Павук: Інший                                               | Marvel Comics   | 09-10.2019      |
| Що якби… Пітер Паркер став Карателем?                             | Marvel Comics   | 22.12.2019      |
| Веном. Том 2. Тікай                                               | Marvel Comics   | 23.12.2019      |
| 2020                                                              |                 |                 |
| Їжак Сонік. Том 1. Наслідки                                       | IDW Publishing  | 02.2020         |
| Абсолютна Залізна Людина: Броньовані Війни                        | Marvel Comics   | 1.04.2020       |
| Всесвіт Марвел проти Карателя                                     | Marvel Comics   | 24.07.2020      |
| Тільки я візьму новий рівень. Том 1                               | D&C Media       | 28.07.2020      |
| Карнаж. Том 1. Уціліла                                            | Marvel Comics   | 18.09.2020      |
| Ключі Локів. Том 1. Ласкаво просимо до Лавкрафта                  | IDW Publishing  | 04.2020         |
| Громадянська Війна. Ініціатива                                    | Marvel Comics   | 29.08.2020      |
| Вартові Галактики. Том 1. Імператор Квілл                         | Marvel Comics   | 2.11.2020       |
| Ходячі Мерці. Книга 1                                             | Image           | 4.11.2020       |
| Їжак Сонік. Том 2. Доля Доктора Еґмана                            | IDW Publishing  | 30.11.2020      |
| 2021                                                              |                 |                 |
| Тільки я візьму новий рівень. Том 2                               | D&C Media       | 24.01.2021      |
| Раеліана: Наречена герцога за контрактом. Том 1                   | D&C Media       | 5.03.2021       |
| Хижак. Мисливці. Повне видання                                    | Dark Horse      | 5.03.2021       |
| Ґодзілла: Правителі Землі. Том 1                                  | IDW Publishing  | 14.04.2021      |
| Ходячі Мерці. Книга 2                                             | Image           | 31.05.2021      |
| 5 Земель. Том 1: Щосили                                           | Delcourt        | 16.06.2021      |
| Локі                                                              | Marvel Comics   | 25.06.2021      |
| Чорна Вдова. Пролог                                               | Marvel Comics   | 25.06.2021      |
| Тільки я візьму новий рівень. Том 3                               | D&C Media       | 14.07.2021      |
| Людина-Павук та Веном: Подвійна Халепа                            | Marvel Comics   | 13.08.2021      |
| Магія поверненого має бути особливою. Том 1                       | Kakaopage       | 8.09.2021       |
| Раеліана: Наречена герцога за контрактом. Том 2                   | D&C Media       | 9.09.2021       |
| Абсолютна Людина-Павук. Том 1                                     | Marvel Comics   | 22.09.2021      |
| Божа Земля                                                        | Image           | 27.09.2021      |
| Ходячі Мерці. Книга 3                                             | Image           | 30.09.2021      |
| Ключі Локів. Том 2. Ігри розуму                                   | IDW Publishing  | 8.10.2021       |
| Веном. Том 3. Злиття                                              | Marvel Comics   | 24.11.2021      |
| Коді                                                              | IDW Publishing  | 16.12.2021      |
| Веном від Донні Кейтса. Том 1                                     | Marvel Comics   | 20.12.2021      |
| Морбіус: Живий Вампір. Старі Рани                                 | Marvel Comics   | 29.12.2021      |
| 2022                                                              |                 |                 |
| Тільки я візьму новий рівень. Том 4                               | D&C Media       | 09.2022         |
| Тільки я візьму новий рівень. Том 5                               | D&C Media       | 09.2022         |
| Їжак Сонік: 30-річчя!                                             | IDW Publishing  | 20.12.2022      |
| 2023                                                              |                 |                 |
| Раеліана: Наречена герцога за контрактом. Том 3                   | D&C Media       | 16.02.2023      |
| Берсерк Ненажерливості. Том 1                                     | Kakuyomu        | 29.03.2023      |
| Їжак Сонік. Том 3. Битва за острів Янгола                         | IDW Publishing  | 29.06.2023      |
| Ходячі Мерці. Книга 4                                             | Image           | 7.08.2023       |
| Реліана: Наречена герцога за контрактом. Том 4                    | D&C Media       | 11.08.2023      |
| Магія поверненого має бути особливою. Том 2                       | Kakaopage       | 16.08.2023      |
| Тільки я візьму новий рівень. Том 6                               | D&C Media       | 09-10.2023      |
| Єдиний фінал лиходіїв — смерть. Том 1                             | D&C WEBTOON BIZ | 26.12.2023      |
| Щоденник тата-дракона: виховання наймогутнішої дівчинки. Том 1    |                 | 27.12.2023      |
| Виживання в іншому світі з моєю повелителькою. Том 1              | GC Novels label | 28.12.2023      |
| 2024                                                              |                 |                 |
| Нянька-якудза для доньки боса. Том 1                              | Micro Magazine  | 30.03.2024      |
| Берсерк Ненажерливості. Том 2                                     | Kakuyomu        | 31.03.2024      |
| Ключі Локів. Том 3. Корона Тіней                                  | IDW Publishing  | Передзамовлення |
| Ходячі Мерці. Книга 5                                             | Image           | Передзамовлення |
| Тільки я візьму новий рівень. Том 7                               | D&C Media       | Передзамовлення |
| Реліана: Наречена герцога за контрактом. Том 5                    | D&C Media       | Передзамовлення |
| Єдиний фінал лиходіїв — смерть. Том 2                             | D&C WEBTOON BIZ | Передзамовлення |
| Одного разу я стала принцесою. Том 1                              |                 | Передзамовлення |
| Магія поверненого має бути особливою. Том 3                       | Kakaopage       | Передзамовлення |

### ЛОЛ КЕКС
| Назва                     | Видавництво       | Дата публікації |
| 2024                      | 2024              | 2024            |
| ------------------------- | ----------------- | --------------- |
| Мокрий Пісок. Том 1       | Do7 ENTERTAINMENT | 26 січня 2024   |
| Killing Stalking. Книга 1 | Lezhin            | 20 травня 2024  |
| Мокрий Пісок. Том 2       | Do7 ENTERTAINMENT | Передзамовлення |

### Molfar Comics
| Назва                                                              | Видавництво       | Країна    | Переклад | Дата публікації |
| ------------------------------------------------------------------ | ----------------- | --------- | -------- | --------------- |
| Повідомлення. Книга 1. Завантаження                                | Cross Cult        | Німеччина |          |                 |
| Сила темного кристалу. Книга 1                                     | BOOM! Studios     | США       |          |                 |
| Сила темного кристалу. Книга 2                                     | BOOM! Studios     | США       |          |                 |
| Сила темного кристалу. Книга 3                                     | BOOM! Studios     | США       |          |                 |
| Округ Герроу. Книга 1. Незліченні Мари                             | Dark Horse        | США       |          |                 |
| Metal Gear Solid. Книга 1                                          | IDW Publishing    | США       |          | 23 липня 2018   |
| Metal Gear Solid. Книга 2                                          | IDW Publishing    | США       |          |                 |
| My Little Pony. Герої #1-4                                         | IDW Publishing    | США       |          |                 |
| My Little Pony. Дружба — це магія. Книга 1                         | IDW Publishing    | США       |          |                 |
| Спаун. Книга 1                                                     | Image Comics      | США       |          | 14 травня 2019  |
| Хроніки Ненависті                                                  | Image Comics      | США       |          |                 |
| Гарфілд. Том 1                                                     | KaBOOM!           | США       |          | 22 вересня 2018 |
| Гарфілд. Том 2                                                     | KaBOOM!           | США       |          | 19 серпня 2019  |
| Гарфілд. Том 3                                                     | KaBOOM!           | США       |          |                 |
| Пуцьвірінки. Книга перша                                           | KaBOOM!           | США       |          |                 |
| Вічні                                                              | Marvel Comics     | США       |          | 19 серпня 2019  |
| Доктор Стрендж та Доктор Дум. Тріумфи й муки                       | Marvel Comics     | США       |          |                 |
| Дива                                                               | Marvel Comics     | США       |          |                 |
| Людина Павук кохає Мері Джейн #1-6                                 | Marvel Comics     | США       |          |                 |
| Непереможна Залізна людина. Том 1. П'ять кошмарів                  | Marvel Comics     | США       |          | 21 вересня 2019 |
| Непереможна Залізна Людина. Том 2. Найбільш Розшукуваний Злочинець | Marvel Comics     | США       |          |                 |
| Фантастична Четвірка. 1234                                         | Marvel Comics     | США       |          |                 |
| World of Warcraft. Спопелитель                                     | WildStorm         | США       |          |                 |
| Гусь не боїться павуків                                            | Molfar Comics     | Україна   |          |                 |
| Гусь знає краще                                                    | Molfar Comics     | Україна   |          |                 |
| Книга магії з Нуля. Книга 1                                        | ASCII Media Works | Японія    |          |                 |
| Книга магії з Нуля. Книга 2                                        | ASCII Media Works | Японія    |          |                 |
| Книга магії з Нуля. Книга 3                                        | ASCII Media Works | Японія    |          |                 |
| Книга магії з Нуля. Книга 4                                        | ASCII Media Works | Японія    |          |                 |
| Академія відьмочок. Том 1                                          | Kadokawa Shoten   | Японія    |          |                 |
| Інша. Перша чверть                                                 | Kadokawa Shoten   | Японія    |          |                 |
| Інша. Друга чверть                                                 | Kadokawa Shoten   | Японія    |          |                 |
| Інша. Третя чверть                                                 | Kadokawa Shoten   | Японія    |          |                 |
| Інша. Четверта чверть                                              | Kadokawa Shoten   | Японія    |          |                 |
| Блам! Том 1                                                        | Kodansha          | Японія    |          |                 |
| Блам! Том 2                                                        | Kodansha          | Японія    |          |                 |
| Демі-чян бажають потеревенити. Том 1                               | Kodansha          | Японія    |          |                 |
| Демі-чян бажають потеревенити. Том 2                               | Kodansha          | Японія    |          |                 |
| Дівчинка з того боку. Том 1                                        |                   |           |          |                 |
| Наречена чаклуна. Том 1                                            |                   |           |          |                 |

### Nasha Idea
| Назва                                                            | Видавництво              | Дата публікації |
| 2018                                                             | 2018                     | 2018            |
| ---------------------------------------------------------------- | ------------------------ | --------------- |
| Зук. Том 1. Маленька відьма з великим серцем                     | BD Kids                  | травень 2018    |
| Крута Адель. Том 1. Це добром не скінчиться                      | Bayard                   | травень 2018    |
| Крута Адель. Том 2. Жах — це інші                                | Bayard                   | жовтень 2018    |
| 2019                                                             |                          |                 |
| Енола й незвичайні тварини. Том 1. Гаргуйль, що крутився по колу | Éditions de la Gouttière | лютий 2019      |
| Зук. Том 2. Небезпечна для суспільства                           | BD Kids                  | лютий 2019      |
| Крута Адель. Том 3. Ненавиджу кохання!                           | Bayard                   | березень 2019   |
| Щоденники Вишеньки. Том 1. Завмерлий зоопарк                     | Soleil                   | травень 2019    |
| Зук. Том 3. Канікули маленької відьми                            | BD Kids                  | серпень 2019    |
| Енола й незвичайні тварини. Том 2. Єдиноріг, що перетнув межу    | Éditions de la Gouttière | вересень 2019   |
| Чі. Життя однієї киці. Том 1                                     | Kodansha                 | вересень 2019   |
| Крута Адель. Том 4. Це не я!                                     | Bayard                   | жовтень 2019    |
| Щоденники Вишеньки. Том 2. Таємнича книга.                       | Soleil                   | грудень 2019    |
| 2020                                                             |                          |                 |
| Зук. Том 4. Відьмочка йде до школи                               | BD Kids                  | лютий 2020      |
| Чі. Життя однієї киці. Том 2                                     | Kodansha                 | лютий 2020      |
| Крута Адель. Том 5. Геть з дороги, нікчеми!                      | Bayard                   | квітень 2020    |
| Чі. Життя однієї киці. Том 3                                     | Kodansha                 | травень 2020    |
| Фріжель і Флаффі. Том 1. Таємниця загублених кавунів             | Soleil                   | червень 2020    |
| Ательє чаклунських капелюхів. Том 1                              | Kodansha                 | серпень 2020    |
| Radiant. Том 1                                                   | Ankama                   | вересень 2020   |
| Фріжель і Флаффі. Том 2. Турнір зірок                            | Soleil                   | вересень 2020   |
| Ательє чаклунських капелюхів. Том 2                              | Kodansha                 | листопад 2020   |
| Щоденники Вишеньки. Том 3. Останній із п'яти скарбів             | Soleil                   | листопад 2020   |
| Музична скринька. Том 1. Ласкаво просимо в Пандорію              | Dupuis                   | грудень 2020    |
| 2021                                                             |                          |                 |
| Radiant. Том 2                                                   | Ankama                   | січень 2021     |
| У голові Шерлока Голмса. Том 1. Справа скандального квитка       | Ankama                   | січень 2021     |
| Чі. Життя однієї киці. Том 4                                     | Kodansha                 | січень 2021     |
| Зук. Том 5. Відьмочка, яка мріє бути принцесою                   | BD Kids                  | березень 2021   |
| Крута Адель. Том 6. Страшенний талант                            | Bayard                   | березень 2021   |
| Radiant. Том 3                                                   | Ankama                   | травень 2021    |
| Музична скринька. Том 2. Таємниця Кипріяна                       | Dupuis                   | травень 2021    |
| Непереможний. Том 1. Справедливість і свіжі овочі                | Dupuis                   | травень 2021    |
| Фріжель і Флаффі. Том 3. Первозданний блок                       | Soleil                   | травень 2021    |
| Аякс. Том 1. Усе нявмально!                                      | Bayard                   | червень 2021    |
| Ательє чаклунських капелюхів. Том 3                              | Kodansha                 | серпень 2021    |
| Ательє чаклунських капелюхів. Том 4                              | Kodansha                 | вересень 2021   |
| Ґаннібал. Том 1                                                  | Nihon Bungeisha          | вересень 2021   |
| Кохання на кінчиках пальців. Том 1                               | Kodansha                 | вересень 2021   |
| Кохання на кінчиках пальців. Том 2                               | Kodansha                 | вересень 2021   |
| Хочу з'їсти твою підшлункову. Том 1                              | Futabasha                | вересень 2021   |
| Хочу з'їсти твою підшлункову. Том 2                              | Futabasha                | вересень 2021   |
| Чі. Життя однієї киці. Том 5                                     | Kodansha                 | вересень 2021   |
| Ґаннібал. Том 2                                                  | Nihon Bungeisha          | жовтень 2021    |
| Крута Адель. Том 7. Жодної пощади невдахам!                      | Bayard                   | жовтень 2021    |
| До останньоï краплі крові                                        | Bamboo                   | листопад 2021   |
| Замок тварин. Том 1. Міс Бенгалор                                | Casterman                | листопад 2021   |
| Фріжель і Флаффі. Том 4. Крижане королівство                     | Soleil                   | листопад 2021   |
| Щоденники Вишеньки. Том 4. Богиня без обличчя                    | Soleil                   | листопад 2021   |
| Radiant. Том 4                                                   | Ankama                   | грудень 2021    |
| Чі. Життя однієї киці. Том 6                                     | Kodansha                 | грудень 2021    |
| 2022                                                             |                          |                 |
| Tokyo Revengers (Токійські месники). Том 1                       | Kodansha                 | січень 2022     |
| Ательє чаклунських капелюхів. Том 5                              | Kodansha                 | січень 2022     |
| Балакухи. Том 1. Замовкніть!                                     | Bayard                   | січень 2022     |
| Зук. Том 6. Зук та її друг Ноно                                  | BD Kids                  | січень 2022     |
| Крута Адель у Країні Неказок                                     | Bayard                   | січень 2022     |
| Непереможний. Том 2. Місцевий супергерой                         | Dupuis                   | січень 2022     |
| Чароліна. Том 1. Колись я стану фантастикологинею!               | Glénat                   | січень 2022     |
| Tokyo Revengers (Токійські месники). Том 2                       | Kodansha                 | червень 2022    |
| Vinland Saga (Сага про Вінланд). Том 1                           | Kodansha                 | червень 2022    |
| Ґаннібал. Том 3                                                  | Nihon Bungeisha          | червень 2022    |
| Tokyo Revengers (Токійські месники). Том 3                       | Kodansha                 | липень 2022     |
| Vinland Saga (Сага про Вінланд). Том 2                           | Kodansha                 | липень 2022     |
| Кохання на кінчиках пальців. Том 3                               | Kodansha                 | липень 2022     |
| У голові Шерлока Голмса. Том 2. Справа скандального квитка       | Ankama                   | липень 2022     |
| Чарівник Бібліотеки. Том 1                                       | Kodansha                 | липень 2022     |
| Radiant. Том 5                                                   | Ankama                   | вересень 2022   |
| Vinland Saga (Сага про Вінланд). Том 3                           | Kodansha                 | вересень 2022   |
| Ательє чаклунських капелюхів. Том 6                              | Kodansha                 | вересень 2022   |
| Кохання на кінчиках пальців. Том 4                               | Kodansha                 | вересень 2022   |
| Вовк в трусах. Том 1                                             | Dargaud                  | жовтень 2022    |
| Зук. Том 7. Чаклунство від матері до доньки                      | BD Kids                  | листопад 2022   |
| Крута Адель Екстра. Том 1. Один вечір із нянькою                 | Bayard                   | листопад 2022   |
| Чароліна. Том 2. Дівчинка, яка любить звіромонстрів              | Glénat                   | листопад 2022   |
| Tokyo Revengers (Токійські месники). Том 4                       | Kodansha                 | грудень 2022    |
| Ґаннібал. Том 4                                                  | Nihon Bungeisha          | грудень 2022    |
| Сталевий Алхімік. Делюкс видання. Том 1                          | Square Enix              | грудень 2022    |
| Чарівник Бібліотеки. Том 2                                       | Kodansha                 | грудень 2022    |
| Чі. Життя однієї киці. Том 7                                     | Kodansha                 | грудень 2022    |
| Щоденники Вишеньки. Том 5. Від перших снігів до Персеїдів        | Soleil                   | грудень 2022    |
| 2023                                                             |                          |                 |
| Orange. Том 1                                                    | Futabasha Shueisha       | січень 2023     |
| Vinland Saga (Сага про Вінланд). Том 4                           | Kodansha                 | січень 2023     |
| Крута Адель. Том 8. Батьки на продаж!                            | Bayard                   | лютий 2023      |
| Orange. Том 2                                                    | Futabasha Shueisha       | березень 2023   |
| Radiant. Том 6                                                   | Ankama                   | березень 2023   |
| Ґаннібал. Том 5                                                  | Nihon Bungeisha          | березень 2023   |
| Левіафан. Том 1                                                  | Shueisha                 | березень 2023   |
| Пристрелити Раміреса. Дія перша                                  | Glénat                   | березень 2023   |
| Сталевий Алхімік. Делюкс видання. Том 2                          | Square Enix              | березень 2023   |
| Vinland Saga (Сага про Вінланд). Том 5                           | Kodansha                 | квітень 2023    |
| Ательє чаклунських капелюхів. Том 7                              | Kodansha                 | квітень 2023    |
| Кохання на кінчиках пальців. Том 5                               | Kodansha                 | квітень 2023    |
| Музична скринька. Том 3. У пошуках джерел                        | Dupuis                   | квітень 2023    |
| Фріжель і Флаффі. Том 5. Загублений острів                       | Soleil                   | квітень 2023    |
| Чарівник Бібліотеки. Том 3                                       | Kodansha                 | квітень 2023    |
| Чі. Життя однієї киці. Том 8                                     | Kodansha                 | квітень 2023    |
| Orange. Том 3                                                    | Futabasha Shueisha       | травень 2023    |
| Tokyo Revengers (Токійські месники). Том 5                       | Kodansha                 | травень 2023    |
| Кривавий Марс. Том 1                                             | Mag Garden               | травень 2023    |
| Левіафан. Том 2                                                  | Shueisha                 | травень 2023    |
| Зук. Том 8. Відьомські секрети                                   | BD Kids                  | червень 2023    |
| Made in Abyss (Зроблено в Безодні). Том 1                        | Takeshobo                | липень 2023     |
| Made in Abyss (Зроблено в Безодні). Том 2                        | Takeshobo                | липень 2023     |
| Radiant. Том 7                                                   | Ankama                   | липень 2023     |
| Tokyo Revengers (Токійські месники). Том 6                       | Kodansha                 | липень 2023     |
| Крута Адель. Том 9: День страждань                               | Bayard                   | липень 2023     |
| Кривавий Марс. Том 2                                             | Mag Garden               | липень 2023     |
| Сталевий Алхімік. Делюкс видання. Том 3                          | Square Enix              | липень 2023     |
| Vinland Saga (Сага про Вінланд). Том 6                           | Kodansha                 | серпень 2023    |
| Ґаннібал. Том 6                                                  | Nihon Bungeisha          | серпень 2023    |
| Чі. Життя однієї киці. Том 9                                     | Kodansha                 | серпень 2023    |
| Blue lock (Синя тюрма). Том 1                                    | Kodansha                 | вересень 2023   |
| Happy Land. Том 1                                                | OMAKE BOOKS              | вересень 2023   |
| Made in Abyss (Зроблено в Безодні). Том 3                        | Takeshobo                | вересень 2023   |
| Вовк у трусах. Том 2                                             | Dargaud                  | вересень 2023   |
| Кривавий Марс. Том 3                                             | Mag Garden               | вересень 2023   |
| Кухня чаклунських капелюхів. Том 1                               | Kodansha                 | вересень 2023   |
| П'ять наречених-близнят. Том 1                                   | Kodansha                 | вересень 2023   |
| Сад Фей. Том 1: Хранителька фей                                  | Drakoo                   | вересень 2023   |
| Соланін. Том 1                                                   | Shogakukan               | вересень 2023   |
| Сховок. Том 1                                                    | Shogakukan               | вересень 2023   |
| Чароліна. Том 3: Моє фантастичне походження                      | Glénat                   | вересень 2023   |
| Школа монстренят. Том 1: Важко, важко бути Лузярою               | Forlaget Cobolt          | вересень 2023   |
| Фріжель і Флаффі. Том 6: Садиба Хiробрiна                        | Soleil                   | жовтень 2023    |
| Happy Land. Том 2                                                | OMAKE BOOKS              | листопад 2023   |
| Tokyo Revengers (Токійські месники). Том 7                       | Kodansha                 | листопад 2023   |
| Вітаємо в кото-кафе                                              | Futabasha                | листопад 2023   |
| Гра Короля. Том 1                                                | Futabasha                | листопад 2023   |
| Гра Короля. Том 2                                                | Futabasha                | листопад 2023   |
| Ґаннібал. Том 7                                                  | Nihon Bungeisha          | листопад 2023   |
| Замок тварин. Том 2: Зимові маргаритки                           | Casterman                | листопад 2023   |
| П'ять наречених-близнят. Том 2                                   | Kodansha                 | листопад 2023   |
| Проєкт «Цуґумі». Том 1                                           | Kodansha                 | листопад 2023   |
| Різдвяна пісня                                                   | Jungle                   | листопад 2023   |
| Серце шрифтом Брайля                                             | Dargaud                  | листопад 2023   |
| Синя тюрма (Blue lock). Том 2                                    | Kodansha                 | листопад 2023   |
| Соланін. Том 2                                                   | Shogakukan               | листопад 2023   |
| Тривожний вісник Стамбула. Том 1                                 | Dargaud                  | листопад 2023   |
| Vinland Saga (Сага про Вінланд). Том 7                           | Kodansha                 | грудень 2023    |
| Зук. Том 9: Чемна, як відьма                                     | BD Kids                  | грудень 2023    |
| Левіафан. Том 3                                                  | Shueisha                 | грудень 2023    |
| Мемуари Ванітаса. Том 1                                          | Square Enix              | грудень 2023    |
| 2024                                                             |                          |                 |
| Ательє чаклунських капелюхів. Том 8                              | Kodansha                 | січень 2024     |
| Кохання на кінчиках пальців. Том 6                               | Kodansha                 | січень 2024     |
| Orange. Том 4                                                    | Futabasha Shueisha       | лютий 2024      |
| Прощавай, трояндовий саде. Том 1                                 | Mag Garden               | лютий 2024      |
| Синя тюрма (Blue lock). Том 3                                    | Kodansha                 | лютий 2024      |
| Сталевий Алхімік. Том 4                                          | Square Enix              | лютий 2024      |
| 300 днів із тобою. Том 1                                         | BAMBOO                   | березень 2024   |
| Вовк у трусах. Том 3                                             | Dargaud                  | березень 2024   |
| Ґаннібал. Том 8                                                  | Nihon Bungeisha          | березень 2024   |
| Замок тварин. Том 3: Ніч праведників                             | Casterman                | березень 2024   |
| Кохання на кінчиках пальців. Том 7                               | Kodansha                 | березень 2024   |
| Крута Адель Том 10: Замуркоханість                               | Bayard                   | березень 2024   |
| Проєкт «Цуґумі». Том 2                                           | Kodansha                 | березень 2024   |
| Токійські месники (Tokyo Revengers). Том 8                       | Kodansha                 | березень 2024   |
| Radiant. Том 8                                                   | Ankama                   | квітень 2024    |
| Балакухи. Том 2: Заспокойтеся!                                   | Bayard                   | квітень 2024    |
| Блакитний період. Том 1                                          | Kodansha                 | квітень 2024    |
| Крута Адель. Роман: Крута один раз — Крута назавжди              | Bayard                   | квітень 2024    |
| Форма голосу. Том 1                                              | Kodansha                 | квітень 2024    |
| Цуґаї потойбіччя. Том 1                                          | Square Enix              | квітень 2024    |
| 300 днів із тобою. Том 2                                         | BAMBOO                   | травень 2024    |
| Ательє чаклунських капелюхів. Том 9                              | Kodansha                 | травень 2024    |
| Ґримуар Ельфі: Майже-острів                                      | Drakoo                   | травень 2024    |
| Друїд зі станції Сеул. Том 1                                     | KBOOKS                   | травень 2024    |
| Мемуари Ванітаса. Том 2                                          | Square Enix              | травень 2024    |
| Прощавай, трояндовий саде. Том 2                                 | Mag Garden               | травень 2024    |
| Школа монстренят. Том 2: Досі навчаємося читати!                 | Forlaget Cobolt          | травень 2024    |
| Щоденники Вишеньки та Валентин                                   | Soleil                   | травень 2024    |
| Зук. Том 10: Дружба — магічна!                                   | BD Kids                  | червень 2024    |
| Гра Короля. Том 3                                                | Futabasha                | червень 2024    |
| Кенен. Том 1                                                     | Mag Garden               | червень 2024    |
| Orange. Том 5                                                    | Futabasha Shueisha       | липень 2024     |
| Tokyo Revengers (Токійські месники). Том 9                       | Kodansha                 | липень 2024     |
| Vinland Saga (Сага про Вінланд). Том 8                           | Kodansha                 | липень 2024     |
| Крута Адель Том 11: Смердить котячим кормом!                     | Bayard                   | липень 2024     |
| Лис і маленький танукі. Том 1                                    |                          | липень 2024     |
| Пристрелити Раміреса. Дія друга                                  | Glénat                   | липень 2024     |
| Проводжальниця Фрірен. Том 1                                     | Shogakukan               | липень 2024     |
| Проєкт: «Цуґумі». Том 3                                          | Kodansha                 | липень 2024     |
| Сад Фей. Том 2: Маленька королева                                | Drakoo                   | липень 2024     |
| Синя тюрма (Blue lock). Том 4                                    | Kodansha                 | липень 2024     |
| Сталевий Алхімік. Том 5                                          | Square Enix              | липень 2024     |
| Фріжель і Флаффі. Том 7: Червоний порох                          | Soleil                   | липень 2024     |
| Хорімія. Том 1                                                   | Square Enix              | липень 2024     |
| Цуґаї потойбіччя. Том 2                                          | Square Enix              | липень 2024     |
| Made in Abyss (Зроблено в Безодні). Том 4                        | Takeshobo                | серпень 2024    |
| Блакитний період. Том 2                                          | Kodansha                 | серпень 2024    |
| П'ять наречених-близнят. Том 3                                   | Kodansha                 | серпень 2024    |
| Форма голосу. Том 2                                              | Kodansha                 | серпень 2024    |
| 100 бажань до перетворення на зомбі. Том 1                       | Shogakukan               | вересень 2024   |
| Ґаннібал. Том 9                                                  | Nihon Bungeisha          | вересень 2024   |
| Добраніч, Пунпуне. Том 1                                         | Shogakukan               | вересень 2024   |
| Літо, коли помер Хікару. Том 1                                   | Kadokawa Shoten          | вересень 2024   |
| Мій щасливий шлюб. Том 1                                         | Mag Garden               | вересень 2024   |
| Песик, який пильнує зірки. Том 1                                 | Futabasha                | вересень 2024   |
| Песик, який пильнує зірки. Том 2                                 | Futabasha                | вересень 2024   |
| Проводжальниця Фрірен. Том 2                                     | Shogakukan               | вересень 2024   |
| Прощавай, трояндовий саде. Том 3                                 | Mag Garden               | вересень 2024   |
| Синя тюрма (Blue lock). Том 5                                    | Kodansha                 | вересень 2024   |
| Хорімія. Том 2                                                   | Square Enix              | вересень 2024   |
| Цуґаї потойбіччя. Том 3                                          | Square Enix              | вересень 2024   |
| Чарівник Бібліотеки. Том 4                                       | Kodansha                 | вересень 2024   |
| Чі. Життя однієї киці Том 10                                     | Kodansha                 | вересень 2024   |
| 100 бажань до перетворення на зомбі. Том 2                       | Shogakukan               | жовтень 2024    |
| Radiant. Том 9                                                   | Ankama                   | жовтень 2024    |
| Tokyo Revengers (Токійські месники). Том 10                      | Kodansha                 | жовтень 2024    |
| Друїд зі станції Сеул. Том 2                                     | KBOOKS                   | жовтень 2024    |
| Лис і маленький танукі. Том 2                                    | Mag Garden               | жовтень 2024    |
| Хорімія. Том 3                                                   | Square Enix              | жовтень 2024    |
| Ательє чаклунських капелюхів. Том 10                             | Kodansha                 | листопад 2024   |
| Вовк у трусах. Том 4                                             | Dargaud                  | листопад 2024   |
| Проводжальниця Фрірен. Том 3                                     | Shogakukan               | листопад 2024   |
| Блакитний період. Том 3                                          | Kodansha                 | грудень 2024    |
| Літо, коли помер Хікару. Том 2                                   | Kadokawa Shoten          | грудень 2024    |
| Траурний концерт                                                 |                          |                 |
| Моя зломлена Маріко                                              |                          |                 |
| Vinland Saga (Сага про Вінланд). Том 9                           |                          |                 |
| Гра Короля. Том 4                                                |                          |                 |
| П’ять наречених-близнят. Том 4                                   |                          |                 |
| Синя тюрма (Blue lock). Том 6                                    |                          |                 |
| Кохання на кінчиках пальців. Том 8                               |                          |                 |
| Відправниця душ Альпі та поховальна подорож. Том 1               |                          |                 |
| Секрет Мадоки                                                    |                          |                 |
| Досконалий світ. Том 1                                           |                          |                 |
| Жозе, тигр та риба. Том 1                                        |                          |                 |
| Добраніч, Пунпуне. Том 2                                         |                          |                 |
| Радіант. Том 10                                                  |                          |                 |
| Сталевий Алхімік. Том 6                                          |                          |                 |
| Форма голосу. Том 3                                              |                          |                 |
| Відправниця душ Альпі та поховальна подорож. Том 2               |                          |                 |
| Хорімія. Том 4                                                   |                          |                 |
| Піно                                                             |                          |                 |
| Чi “Життя однієї киці” Том 11                                    |                          |                 |
| 100 бажань до перетворення на зомбі. Том 3                       |                          |                 |
| Гра Короля. Том 5                                                |                          |                 |
| Токійські месники (Tokyo Revengers). Том 11                      |                          |                 |
| Мемуари Ванітаса. Том 3                                          |                          |                 |
| Ґаннібал. Том 10                                                 |                          |                 |
| Квалія під снігом                                                |                          |                 |

### Tuos Comics
| Назва                                                                 | Видавництво    | Країна          | Мова оригіналу | Переклад           | Дата публікації | Вид             | №    | Сторінки |
| 2019                                                                  | 2019           | 2019            | 2019           | 2019               | 2019            | 2019            | 2019 | 2019     |
| --------------------------------------------------------------------- | -------------- | --------------- | -------------- | ------------------ | --------------- | --------------- | ---- | -------- |
| Трансформери. Бамблбі. Наважся та перемагай                           | IDW            | США             | англійська     | Костянтин Каспер   | 2019            | Графічна новела | -    | 72       |
| Нова ера. Підлітки-мутанти Черепашки-ніндзя. Книга 1                  | IDW            | США             | англійська     | Єлизавета Шапарець | 2019            | Том             | 1    | 72       |
| Нова ера. Підлітки-мутанти Черепашки-ніндзя. Книга 2. Велике викриття | IDW            | США             | англійська     | Єлизавета Шапарець | 2019            | Том             | 2    | 72       |
| 2020                                                                  |                |                 |                |                    |                 |                 |      |          |
| Бладшот. Том 1. Перевершуючи себе                                     | Valiant Comics | США             | англійська     | Костянтин Каспер   | 2020            | Том             | 1    | 112      |
| Бладшот. Том 2. Відродження та падіння                                | Valiant Comics | США             | англійська     | Костянтин Каспер   | 2020            | Том             | 2    | 128      |
| Підлітки-мутанти Черепашки-ніндзя. Нові анімовані пригоди. Том 1      | IDW            | США             | англійська     | Анна Попко         | 2020            | Том             | 1    | 104      |
| Critical Role. Vox Machina: Початок. Том 1                            | Dark Horse     | США             | англійська     | Микита Янюк        | 1.07.2020       | Том             | 1    | 168      |
| Рослини проти Зомбі. Армагазон                                        | Dark Horse     | США             | англійська     | Марія Пухлій       | 2020            | Том             | 1    | 80       |
| Чужі. Мертва орбіта. Видання делюкс                                   | Dark Horse     | США             | англійська     | Єлизавета Шапарець | 2020            | Графічна новела | -    | 120      |
| Бог Війни. Том 1                                                      | Dark Horse     | США             | англійська     | Денис Скорбатюк    | 6.08.2020       | Том             | 1    | 112      |
| Ера Драконів: Маговбивці                                              | Dark Horse     | США             | англійська     | Анна Попко         | 6.08.2020       | Графічна новела | -    | 120      |
| Кредо Асасина. Том 1. Випробування Вогнем                             | Titan Comics   | Велика Британія | англійська     | Денис Скорбатюк    | 6.08.2020       | Том             | 1    | 128      |
| Itty Bitty: Маска                                                     | Dark Horse     | США             | англійська     | Єлизавета Шапарець | 2020            | Графічна новела | -    | 104      |
| Губка Боб. Комікси № 1. Підводні гуморески                            | Abrams         | США             | англійська     | Денис Скорбатюк    | 2020            | Том             | 1    | 112      |
| Людина-Павук. Новий Початок                                           | Marvel         | США             | англійська     | Марія Пухлій       | 2020            | Том             | 1    | 80       |
| Месники. Нова Небезпека                                               | Marvel         | США             | англійська     | Денис Скорбатюк    | 2020            | Том             | 1    | 72       |
| Месники. Рубін вибуття                                                | Marvel         | США             | англійська     | Денис Скорбатюк    | 2020            | Том             | 2    | 72       |
| Рослини проти Зомбі. Часопокаліпсис                                   | Dark Horse     | США             | англійська     | Марія Пухлій       | 2020            | Том             | 2    | 80       |
| 2021                                                                  |                |                 |                |                    |                 |                 |      |          |
| Кредо Асасина. Тамплієри. Чорний хрест                                | Titan Comics   | Велика Британія | англійська     | Денис Скорбатюк    | 2021            | Том             | 1    | 128      |
| Людина-Павук. Гонитва за павуками                                     | Marvel         | США             | англійська     | Марія Пухлій       | 2021            | Том             | 1    | 72       |
| Горизонт: Новий світанок. Сонячний Яструб                             | Titan Comics   | Велика Британія | англійська     | Денис Скорбатюк    | 2021            | Том             | 1    | 128      |
| Кредо Асасина. Витоки                                                 | Titan Comics   | Велика Британія | англійська     | Денис Скорбатюк    | 2021            | Графічна новела | -    | 112      |
| Коли ні з ким стати до бою                                            | Dark Horse     | США             | англійська     | Денис Скорбатюк    | 2021            | Том             | 1    | 128      |
| Дедпул винищує всесвіт Marvel                                         | Marvel         | США             | англійська     | Денис Скорбатюк    | 2021            | Графічна новела | -    | 96       |
| Ніч живого Дедпула                                                    | Marvel         | США             | англійська     | Денис Скорбатюк    | 2021            | Графічна новела | -    | 96       |
| Кредо Асасина. Роздуми                                                | Titan Comics   | Велика Британія | англійська     | Денис Скорбатюк    | 2021            | Графічна новела | -    | 112      |
| Губка Боб. Комікси № 2. Водні пригодники, повний збір!                | Abrams         | США             | англійська     | Денис Скорбатюк    | 2021            | Том             | 2    | 112      |
| Дедпул. Мертві президенти                                             | Marvel         | США             | англійська     | Денис Скорбатюк    | 2021            | Том             | 1    | 132      |
| Рослини проти Зомбі. Задирака                                         | Dark Horse     | США             | англійська     | Оксана Романюк     | 2021            | Том             | 3    | 96       |
| Людина-Павук. Чорна кішка                                             | Marvel         | США             | англійська     | Денис Скорбатюк    | 2021            | Том             | 3    | 72       |
| Людина-Павук. Веном                                                   | Marvel         | США             | англійська     | Денис Скорбатюк    | 2021            | Том             | 4    | 72       |
| Дедпул. Повернення в чорному                                          | Marvel         | США             | англійська     | Денис Скорбатюк    | 2021            | Графічна новела | -    | 112      |
| 2022                                                                  |                |                 |                |                    |                 |                 |      |          |
| БРСРК                                                                 | Boom! Studios  | США             | англійська     | Денис Скорбатюк    | 2022            | Том             | 1    | 144      |
| Дивовижний чарівник країни Оз. Книга 1                                | Marvel         | США             | англійська     | Оксана Романюк     | 2022            | Том             | 1    | 104      |

### UA Comix
| Назва                                                  | Видавництво   | Країна | Переклад        | Дата публікації |
| ------------------------------------------------------ | ------------- | ------ | --------------- | --------------- |
| Сага про Сонценосців #1-2                              |               |        |                 |                 |
| Хроніки Аптауна. Частина 1                             |               |        |                 |                 |
| В Землю #1-3                                           |               |        |                 |                 |
| Характерник #0-1                                       |               |        |                 |                 |
| Моторошні пригоди Сабріни. Книга перша                 | Archie Horror | США    | Денис Скорбатюк | 21 вересня 2019 |
| Комікс-квест: Лицарі. Стань справжнім героєм           |               |        |                 |                 |
| Комікс-квест: Полонянка                                |               |        |                 |                 |
| Комікс-квест: Фокус і Покус. Іспит казкологів          |               |        |                 |                 |
| Комікс-квест: Шерлок Голмс. Чотири справи              |               |        |                 |                 |
| Гамлет                                                 |               |        |                 |                 |
| Все це триватиме далі                                  |               |        |                 |                 |
| Максим Оса                                             |               |        |                 |                 |
| Курган                                                 |               |        |                 |                 |
| Бубл #1                                                |               |        |                 |                 |
| Захисник Вогню                                         |               |        |                 |                 |
| Безіменні                                              |               |        |                 |                 |
| Колоніст. Бути людиною                                 |               |        |                 |                 |
| Захисник Корони                                        |               |        |                 |                 |
| Хроніки Аптауна. Частина 2                             |               |        |                 |                 |
| Захисник Вогню. Книга 2                                |               |        |                 |                 |
| Володарі Часу                                          |               |        |                 |                 |
| Змій Ледащо                                            |               |        |                 |                 |
| Віч-на-віч                                             |               |        |                 |                 |
| Кіт і трохи спецій                                     |               |        |                 |                 |
| Будуємо Україну разом                                  |               |        |                 |                 |
| Мідлвест. Том 1                                        |               |        |                 |                 |
| Химерники #1-2                                         |               |        |                 |                 |
| Арідник. Сотворення світу                              |               |        |                 |                 |
| Inker. Журнал соціальних мальописів. Спецвипуск. 24/02 |               |        |                 |                 |
| Танкістка. Том 1                                       |               |        |                 |                 |
| Яритник                                                |               |        |                 |                 |

### Varvar Publishing
| Назва                                                   | Видавництво   | Дата публікації        |
| 2022                                                    | 2022          | 2022                   |
| ------------------------------------------------------- | ------------- | ---------------------- |
| Каратель MAX. Том 1. Видання делюкс                     | Marvel        | серпень 2022           |
| Блейд. Том 1: Знову нечисть                             | Marvel        | грудень 2022           |
| 2023                                                    |               |                        |
| Людина-Павук: Останнє полювання Крейвена                | Marvel        | червень 2023           |
| 2024                                                    |               |                        |
| The Hellbound. Поклик пекла. Том 1                      |               | квітень — травень 2024 |
| Каратель MAX. Том 2. Видання делюкс                     | Marvel        | червень 2024           |
| Каратель: Кінець                                        | Marvel        | червень 2024           |
| Блейд. Том 2: Гріхи батька                              | Marvel        | червень 2024           |
| Щось убиває дітей. Том 1                                | Boom! Studios | вересень 2024          |
| The Hellbound. Поклик пекла. Том 2                      |               | вересень 2024          |
| Крайнебо. Том 1                                         |               | жовтень 2024           |
| Низка смертей Лейли Старр                               | Boom! Studios | листопад 2024          |
| Ракета і Ґрут: Полювання на Зоряного Лорда              | Marvel        | листопад 2024          |
| Спустошення. Том 1                                      |               | листопад 2024          |
| Люди Х: Дім Х/Степені Х                                 | Marvel        | грудень 2024           |
| Пігмаліон. Том 1                                        |               | грудень 2024           |
| 2025                                                    |               |                        |
| Марвел Зомбі: Чорне, Біле, Кров #1                      | Marvel        | січень 2025            |
| Крайнебо. Том 2                                         |               | січень 2025            |
| Майлз Моралес: Ударні хвилі                             | Marvel        | січень 2025            |
| Ракета і Ґрут: Жахливі оповідки                         | Marvel        | січень 2025            |
| Хранитель Греблі. Том 1                                 |               | січень 2025            |
| АН НА РА СУ МА НА РА                                    |               | лютий 2025             |
| Вакфу. Том 1: У пошуках дофусів еліатропів              |               | лютий 2025             |
| Вакфу. Том 2: Легенда про Жіву                          |               | лютий 2025             |
| Пришестя повелителя демонів. Том 1                      |               | лютий 2025             |
| Шило. Том 1                                             |               | лютий 2025             |
| Щось убиває дітей. Том 2                                | Boom! Studios | лютий 2025             |
| Щось убиває дітей. Том 3                                | Boom! Studios | лютий 2025             |
| Marvel Зомбі: Чорне, Біле, Кров #2                      | Marvel        | березень 2025          |
| Вбий або будь убитим. Том 1                             | Image Comics  | березень 2025          |
| Департамент правди. Том 1                               | Image Comics  | березень 2025          |
| Листи Йона                                              |               | березень 2025          |
| Галк: Кінець                                            | Marvel        | квітень 2025           |
| Дивовижна фантазія #1000                                | Marvel        | квітень 2025           |
| Дні демонів                                             | Marvel        | квітень 2025           |
| Зоряні війни. Висока Республіка: Меч                    |               | квітень 2025           |
| Зоряні війни. Сходження Кайло Рена                      |               | квітень 2025           |
| Крайнебо. Том 3                                         |               | квітень 2025           |
| Людина-Павук: Режим                                     | Marvel        | квітень 2025           |
| Посмак болю. Том 1                                      |               | квітень 2025           |
| Marvel Зомбі: Чорне, Біле, Кров #3                      | Marvel        | травень 2025           |
| Ґенґста. Том 1                                          |               | травень 2025           |
| Зоряні війни. Дарт Мол                                  |               | травень 2025           |
| Зоряні війни. Дарт Вейдер. Том 1: Вейдер                |               | травень 2025           |
| Місячний Лицар. Том 1: Лунатик                          | Marvel        | травень 2025           |
| Небо у безодні. Том 1                                   |               | травень 2025           |
| Примарний Вершник: Дорога до пекла                      | Marvel        | травень 2025           |
| Спустошення. Том 2                                      |               | травень 2025           |
| Спустошення. Том 3                                      |               | травень 2025           |
| Великий майстер. Том 1                                  |               | червень 2025           |
| Зоряні війни. Том 1: Скайвокер завдає удару у відповідь |               | липень 2025            |
| Зоряні війни. Обі-Ван і Енакін                          |               | липень 2025            |
| Люди Х. Том 1                                           | Marvel        | липень 2025            |
| Люди Х: Бог любить, людина губить                       | Marvel        | липень 2025            |
| Мавпячий пік. Том 1                                     |               | липень 2025            |
| Пігмаліон. Том 2                                        |               | липень 2025            |
| Похоронна кондитерська “Чистилище". Том 1               |               | липень 2025            |
| Усміхнені. Том 1                                        |               | липень 2025            |
| Хабурі. Том 1                                           |               | липень 2025            |
| Свинарня. Том 1                                         |               | липень 2025            |
| 300                                                     |               | Передзамовлення        |
| 30 днів ночі. Ексклюзивне видання. Том 1                |               | Передзамовлення        |
| Без майбутнього                                         |               | Передзамовлення        |
| Китова зірка. Русалонька з Кьонсона. Том 1              |               | Передзамовлення        |
| Істота. Том 1                                           |               | Передзамовлення        |
| Гра Смерті. Том 1: Я скоро помру                        |               | Передзамовлення        |
| БЕЗ/БАРВ. том 1                                         |               | Передзамовлення        |
| Загін Х. Том 1                                          |               | Передзамовлення        |
| Чорний Горизонт. Том 1                                  |               | Передзамовлення        |
| Ґенґста. Том 2                                          |               | Передзамовлення        |
| Небо у безодні. Том 2                                   |               | Передзамовлення        |
| Вбий або будь убитим. Том 2                             |               | Передзамовлення        |
| Мавпячий пік. Том 1                                     |               | Передзамовлення        |
| Зоряні війни: Маленька принцеса Вейдера                 |               | Передзамовлення        |
| Зоріяні війни. Том 1: Шлях долі                         |               | Передзамовлення        |

### Vivat
| Назва                                                              | Видавництво | Дата публікації |
| ------------------------------------------------------------------ | ----------- | --------------- |
| Погані хлопці. Епізод «Мовчання цуценят»                           |             |                 |
| Пес Мані про Money. Безмежні можливості грошей                     |             |                 |
| Пес Мані про Money. Гуска, яка приносить багатство                 |             |                 |
| Пес Мані про Money. У світі грошей: перші відкриття                |             |                 |
| Джейн, лисиця і я                                                  |             |                 |
| Погані хлопці. Епізод «Не загубити ані пір'їни»                    |             |                 |
| Безхвоста                                                          |             |                 |
| Наука в коміксах. Собаки: від хижака до захисника                  |             |                 |
| Наука в коміксах. Коти: Природа і піклування                       |             |                 |
| 1984. Графічний роман                                              |             |                 |
| Наука в коміксах. Роботи та дрони: минуле, сучасне і майбутнє      |             |                 |
| 2024                                                               |             |                 |
| Підлітки-Титани: Рейвен                                            | DC          |                 |
| Людина-Павук і звіряча ватага Месників (Могутня Marvel-команда #1) | Marvel      |                 |

### Vovkulaka
| Назва                                                 | Видавництво               | Дата публікації       |
| 2018                                                  | 2018                      | 2018                  |
| ----------------------------------------------------- | ------------------------- | --------------------- |
| Відьмак: Дім зі скла                                  | Dark Horse                | вересень 2018         |
| 2019                                                  |                           |                       |
| Геллбой. Том 1: Зерно Руйнування. Пробудження Диявола | Dark Horse                | лютий 2019            |
| Чорний Молот. Книга 1: Таємниці походження            | Dark Horse                | червень 2019          |
| Відьмак: Лисячі діти                                  | Dark Horse                | вересень 2019         |
| Геллбой: Зерно Руйнування #1                          | Dark Horse                | «CCU2019»             |
| Клаус                                                 | Boom! Studios             | листопад/грудень 2019 |
| Геллбой: Ніч Крампуса                                 | Dark Horse                | грудень 2019          |
| 2020                                                  |                           |                       |
| Геллбой. Зимовий Спецвипуск 2016                      | Dark Horse                | лютий 2020            |
| Відьмак: Прокляття воронів                            | Dark Horse                | травень 2020          |
| Орда                                                  | Les Humanoïdes Associés   | листопад 2020         |
| Геллбой. Зимовий Спецвипуск 2017                      | Dark Horse                | грудень 2020          |
| 2021                                                  |                           |                       |
| Геллбой. Зимовий Спецвипуск 2018                      | Dark Horse                | лютий 2021            |
| Ліга видатних джентльменів. Книга 1                   | WildStorm                 | травень 2021          |
| Відьмак: Плоть і Пломінь                              | Dark Horse                | вересень 2021         |
| Неономікон                                            | Avatar Press              | грудень 2021          |
| 2022                                                  |                           |                       |
| Геллбой: Опівнічний цирк. У Мовчазному морі           | Dark Horse                | січень 2022           |
| Ікла                                                  | Andrews McMeel Publishing | лютий 2022            |
| Cyberpunk 2077: Травма Тім                            | Dark Horse                | жовтень 2022          |
| Відьмак: Тьмяні спогади                               | Dark Horse                | жовтень 2022          |
| Каста Метабаронів. Том 1                              | Les Humanoïdes Associés   | грудень 2022          |
| 2023                                                  |                           |                       |
| Із пекла. Том 1                                       | Knockabout Comics         | серпень 2023          |
| Відьмак: Ронін                                        | Dark Horse                | вересень-жовтень 2023 |
| Cyberpunk 2077: Твій Голос                            | Dark Horse                | грудень 2023          |
| 2024                                                  |                           |                       |
| Із пекла. Том 2                                       | Knockabout Comics         | березень 2024         |
| Провидіння. Том 1                                     | Avatar Press              | березень 2024         |
| Cyberpunk 2077: Мрії великого міста                   | Dark Horse                | травень 2024          |
| Побачимось у спогадах                                 | Pen So Artlab             | вересень 2024         |
| Токійський привид. Книга 1: Ядерний сад               | Image Comics              | жовтень 2024          |
| 2025                                                  |                           |                       |
| Відьмак: Лемент відьми                                | Dark Horse                | січень 2025           |
| Чорний Молот. Книга 2: Подія                          | Dark Horse                | 2025                  |
| Із пекла. Том 3                                       | Knockabout Comics         | 2025                  |
| Бетмен. Ґотем у газовому світлі                       | DC                        | 2025                  |
| Провидіння. Том 2                                     | Avatar Press              | 2025                  |
| Batman: Year 100                                      | DC                        | Анонс                 |
| Cyberpunk 2077. Даю слово                             | Dark Horse                | 2025                  |
| Геллбой. Кістки велетнів                              | Dark Horse                | верстка               |
| Cyberpunk 2077. Блекаут                               | Dark Horse                | Пдготовка до друку    |
| Відьмак. Балада про двох вовків                       | Dark Horse                | Пдготовка до друку    |

### Yakaboo Publishing
| Назва                                                           | Видавництво | Країна | Переклад | Дата публікації |
| --------------------------------------------------------------- | ----------- | ------ | -------- | --------------- |
| Історія відеоігор в коміксах                                    |             |        |          |                 |
| Історія пива в коміксах                                         |             |        |          |                 |
| Блекаут. Хроніки нашого життя під час війни Росії проти України |             |        |          |                 |

### А-БА-БА-ГА-ЛА-МА-ГА
| Назва                            | Автори                                    | Кількість сторінок | Дата публікації |
| -------------------------------- | ----------------------------------------- | ------------------ | --------------- |
| Троє проти Зла. Частина перша    | Тарас Ярмусь, Ярослав Світ                | 160                | 18 лют 2021     |
| Троє проти Зла. Частина друга    | Тарас Ярмусь, Ярослав Світ                | 176                | 30 сер 2021     |
| Тарас Бульба                     | Костянтин Сулима, Микола Гоголь           | 80                 | 02 сер 2022     |
| Троє проти Зла. Частина третя    | Ярослав Світ, Тарас Ярмусь, Ксенія Йоєнко | 192                | 24 лис 2022     |
| Буйвітер                         | Костянтин Сулима                          | 32                 | 21 гру 2022     |
| На Сихові нічого не відбувається | Тарас Ярмусь, Ярослав Світ                | 48                 | 17 кві 2024     |
| Десь тут шастає Їжак             | Тарас Ярмусь, Ярослав Світ                | 96                 | 05 бер 2025     |

### АРТ
| Назва                             | Видавництво | Країна | Переклад | Дата публікації |
| --------------------------------- | ----------- | ------ | -------- | --------------- |
| Науковий комікс. Фізика в природі |             |        |          |                 |

### Астролябія
| Назва                  | Видавництво | Країна | Переклад | Дата публікації |
| ---------------------- | ----------- | ------ | -------- | --------------- |
| Гобіт. Графічний роман |             |        |          |                 |

### Видавництво
| Назва                                                             | Видавництво               | Дата публікації |
| ----------------------------------------------------------------- | ------------------------- | --------------- |
| Персеполіс                                                        | L'Association             | 15 вересня 2018 |
| Розквашене яблуко                                                 | Timof Comics              | 8 березня 2019  |
| Стіна. Як я виростав за залізною завісою                          | Farrar, Straus and Giroux | 16 вересня 2018 |
| Заборонений плід                                                  | Ordfront Förlag           | 15 квітня 2019  |
| Прибуття                                                          | Hodder & Stoughton        | 11 травня 2019  |
| Маус. Сповідь уцілілого                                           | Pantheon Books            | 15 вересня 2019 |
| Щоденник Анни Франк                                               |                           |                 |
| Пхеньян                                                           | Drawn and Quarterly       | TBA             |
| Одна весна в Чорнобилі                                            |                           |                 |
| Печемо з Кафкою                                                   | Drawn and Quarterly       | TBA             |
| Єронім та Босх                                                    |                           |                 |
| Чужий 3                                                           |                           |                 |
| Вітчизна                                                          |                           |                 |
| Пташеня                                                           |                           |                 |
| Наразі непогано                                                   |                           |                 |
| Елі й Ґастон: Дух осені                                           |                           |                 |
| Елі й Ґастон: Ліс спогадів                                        |                           |                 |
| Світ Едени. Том 1                                                 |                           |                 |
| Батьківщина                                                       |                           |                 |
| Дракула Брема Стокера                                             |                           |                 |
| Фемінізм і місто                                                  |                           |                 |
| Татуювальник і клітор                                             |                           |                 |
| Сибірські хайку                                                   |                           |                 |
| Неймовірна історія сексу. Книга 1. Захід                          |                           |                 |
| Про тиранію. Двадцять уроків двадцятого століття. Графічна версія |                           |                 |
| Коротка історія українського фемінізму                            |                           |                 |
| Діти повітряних тривог                                            |                           |                 |
| Паросток                                                          |                           |                 |
| Коли завмирає серце. Том 1                                        |                           |                 |
| Коли завмирає серце. Том 2                                        |                           |                 |
| Коли завмирає серце. Том 3                                        |                           |                 |
| Коли завмирає серце. Том 4                                        |                           | Анонс           |
| Смерть                                                            |                           |                 |
| Оповідки з кільця                                                 |                           |                 |
| Сабріна                                                           |                           |                 |
| Блакитні пігулки                                                  |                           |                 |
| Мій лесбійський досвід самотности                                 |                           |                 |
| Берґен                                                            |                           |                 |
| Ноель                                                             |                           | Анонс           |
| Неймовірніша історія сексу. Книга 2. Азія та Африка               |                           |                 |
| Курча з чорносливом                                               |                           | Анонс           |
| Нік і Чарлі                                                       |                           | Анонс           |
| Моя алко-втеча від реальности                                     |                           | Анонс           |
| Коротка історія українського борщу                                |                           | Анонс           |
| Блакитний — теплий колір                                          |                           | Анонс           |
| Чорна діра                                                        |                           | Анонс           |

### Видавництво Старого Лева
| Назва                           | Видавництво | Країна    | Переклад      | Дата публікації |
| ------------------------------- | ----------- | --------- | ------------- | --------------- |
| Мюнхгаузен: Правда про неправду | Carlsen     | Німеччина | Тетяна Супрун | 15 вересня 2017 |

### ДІПА
| Назва               | Видавництво | Країна    | Мова оригіналу | Переклад        | Дата публікації     | Вид             | № | Сторінки |
| ------------------- | ----------- | --------- | -------------- | --------------- | ------------------- | --------------- | - | -------- |
| Катанга: Діаманти   | Dargaud     | Франція   | французька     | Євген Пілецький | 23 січня 2019       | Графічна новела | 1 | 80       |
| Кіллтопія           | BHP Comics  | Шотландія | англійська     | Євген Пілецький | 24 травня 2019 (КА) | Графічна новела | 1 | 48       |
| Катанга: Дипломатія | Dargaud     | Франція   | французька     | Євген Пілецький | 24 травня 2019 (КА) | Графічна новела | 2 | 72       |
| Орли Риму           | Dargaud     | Франція   | французька     | Євген Пілецький | 2020                | Графічна новела | 1 | 63       |
| Катанга: Дипресія   | Dargaud     | Франція   | французька     | Євген Пілецький | 2020                | Графічна новела | 3 | 72       |

### Євгеніос
| Назва      | Видавництво | Країна  | Мова оригіналу | Переклад | Дата публікації | Вид             | №               | Сторінки |
| ---------- | ----------- | ------- | -------------- | -------- | --------------- | --------------- | --------------- | -------- |
| Максим Оса | Joker       | Бельгія | французька     | Н/Д      | 2011            | Графічна новела | Графічна новела | 96       |

### Зелений пес
| Назва         | Видавництво | Країна | Мова оригіналу | Переклад       | Дата публікації | Вид | № | Сторінки |
| ------------- | ----------- | ------ | -------------- | -------------- | --------------- | --- | - | -------- |
| Босоногий Ґен | Shueisha    | Японія | японська       | Ніна Василенко | 2009            | Том | 1 | 240      |
| Босоногий Ґен | Shueisha    | Японія | японська       | Ніна Василенко | 2011            | Том | 2 | 256      |

### Ірбіс Комікси
| Назва                                                      | Видавництво | Країна  | Мова оригіналу | Переклад                                            | Дата публікації | Вид             | №               | Сторінки |
| 2015                                                       | 2015        | 2015    | 2015           | 2015                                                | 2015            | 2015            | 2015            | 2015     |
| ---------------------------------------------------------- | ----------- | ------- | -------------- | --------------------------------------------------- | --------------- | --------------- | --------------- | -------- |
| Джеронімо Стілтон: Відкриття Америки                       | Papercutz   | Італія  | італійська     | Андрій Поритко, Луїджі Морано, Максим Войцеховський | 9 вересня 2015  | Графічна новела | 1               | 48       |
| Джеронімо Стілтон: Таємниця Сфінкса                        | Papercutz   | Італія  | італійська     | Андрій Поритко, Луїджі Морано, Максим Войцеховський | 9 вересня 2015  | Графічна новела | 2               | 48       |
| Джеронімо Стілтон: Шахраї в Колізеї                        | Papercutz   | Італія  | італійська     | Андрій Поритко, Луїджі Морано, Максим Войцеховський | 9 вересня 2015  | Графічна новела | 3               | 48       |
| 2016                                                       |             |         |                |                                                     |                 |                 |                 |          |
| Джеронімо Стілтон: Слідами Марко Поло                      | Papercutz   | Італія  | італійська     | Андрій Поритко, Максим Войцеховський                | 19 квітня 2016  | Графічна новела | 4               | 48       |
| Смурфики: Чорні Смурфи                                     | Dupuis      | Бельгія | французька     | Андрій Поритко, Максим Войцеховський                | 30 серпня 2016  | Серія           | 1               | 64       |
| Джеронімо Стілтон: Динозаври наступають                    | Papercutz   | Італія  | італійська     | Андрій Поритко, Максим Войцеховський                | 6 вересня 2016  | Графічна новела | 5               | 48       |
| 2017                                                       |             |         |                |                                                     |                 |                 |                 |          |
| Джеронімо Стілтон: Хто викрав Мону Лізу                    | Papercutz   | Італія  | італійська     | Андрій Поритко                                      | 3 березня 2017  | Графічна новела | 6               | 48       |
| Смурфики: Загублене містечко                               | Le Lombard  | Бельгія | французька     | Андрій Поритко, Максим Войцеховський                | 25 березня 2017 | Серія           | 2               | 48       |
| Смурфики: Король Смурф                                     | Dupuis      | Бельгія | французька     | Андрій Поритко, Максим Войцеховський                | 11 вересня 2017 | Серія           | 3               | 64       |
| Володимир, князь Київський                                 | Kingstone   | США     | англійська     | Андрій Поритко                                      | 22 вересня 2017 | Графічна новела | Графічна новела | 64       |
| 2018                                                       |             |         |                |                                                     |                 |                 |                 |          |
| Смурфики: Смурфетка                                        | Dupuis      | Бельгія | французька     | Андрій Поритко                                      | 9 березня 2018  | Серія           | 4               | 64       |
| Джеронімо Стілтон: Врятувати Олімпійські ігри              | Papercutz   | Італія  | італійська     | Андрій Поритко, Максим Войцеховський                | 3 травня 2018   | Графічна новела | 7               | 48       |
| Смурфики: Смурфи і яйце                                    | Dupuis      | Бельгія | французька     | Андрій Поритко                                      | 11 вересня 2018 | Серія           | 5               | 64       |
| Смурфики: Різдво у смурфів                                 | Papercutz   | Бельгія | французька     | Андрій Поритко                                      | 25 жовтня 2018  | Серія           | 6               | 48       |
| 2019                                                       |             |         |                |                                                     |                 |                 |                 |          |
| Джеронімо Стілтон: Перша миша на Місяці                    | Papercutz   | Італія  | італійська     | Андрій Поритко                                      | 19 березня 2019 | Графічна новела | 8               | 48       |
| Зубси                                                      |             |         |                |                                                     |                 |                 |                 |          |
| 2020                                                       |             |         |                |                                                     |                 |                 |                 |          |
| Джеронімо Стілтон: Льодовиковий період                     | Papercutz   | Італія  | італійська     | Н/Д                                                 | 1 березня 2020  | Графічна новела | 9               | 48       |
| Смурфики: Смурфи і Каркуля                                 | Dupuis      | Бельгія | французька     | Н/Д                                                 | 1 березня 2020  | Серія           | 7               | 64       |
| Економіка як вона працює (і не працює) в словах і малюнках |             |         |                |                                                     |                 |                 |                 |          |
| Смурфи. Космосмурф                                         |             |         |                |                                                     |                 |                 |                 |          |
| Джеронімо Стілтон. Найшвидший потяг на Дикому Заході       |             |         |                |                                                     |                 |                 |                 |          |
| Смурфи. Учень чарівника                                    |             |         |                |                                                     |                 |                 |                 |          |
| Історії про Смурфів                                        |             |         |                |                                                     |                 |                 |                 |          |
| Джеронімо Стілтон. Світло, камера, Стілтон!                |             |         |                |                                                     |                 |                 |                 |          |
| Джеронімо Стілтон. Перший Cамурай                          |             |         |                |                                                     |                 |                 |                 |          |
| Смурфи та різдвяна буря                                    |             |         |                |                                                     |                 |                 |                 |          |
| Смурфетка                                                  |             |         |                |                                                     |                 |                 |                 |          |
| Сестри. Том 1. Дух родини                                  |             |         |                |                                                     |                 |                 |                 |          |
| Історії старого дерева. Том 1. Як жити дружно              |             |         |                |                                                     |                 |                 |                 |          |
| Сестри. Том 2. Оце по-нашому                               |             |         |                |                                                     |                 |                 |                 |          |
| Сестри. Том 3. Вона перша почала!                          |             |         |                |                                                     |                 |                 |                 |          |
| Історії старого дерева. Том 2. Разом ми сім'я              |             |         |                |                                                     |                 |                 |                 |          |
| Джеронімо Стілтон Репортер. Операція «Шуфонфон»            |             |         |                |                                                     |                 |                 |                 |          |
| Сестри. Том 4. Класнюче!                                   |             |         |                |                                                     |                 |                 |                 |          |
| Історії старого дерева. Том 3. Як важливо бути собою       |             |         |                |                                                     |                 |                 |                 |          |

### Кальварія
| Назва                                  | Видавництво   | Країна     | Мова оригіналу | Переклад        | Дата публікації | Вид             | №               | Сторінки |
| -------------------------------------- | ------------- | ---------- | -------------- | --------------- | --------------- | --------------- | --------------- | -------- |
| Тибет: Зцілення Мхуші, доньки м'ясника | Scratch Books | Нідерланди | нідерландська  | Олена Муравська | 2017            | Графічна новела | Графічна новела | 392      |

### Києво-Галицька Митрополія: Український фонд культури
| Назва              | Видавництво   | Країна | Мова оригіналу | Переклад | Дата публікації | Вид | № | Сторінки |
| ------------------ | ------------- | ------ | -------------- | -------- | --------------- | --- | - | -------- |
| Життя Ісуса Христа | David C. Cook | США    | англійська     | Н/Д      | 1991            | Том | 1 | 136      |

### Клуб сімейного дозвілля
| Назва              | Видавництво | Країна | Мова оригіналу | Переклад         | Дата публікації | Вид | № | Сторінки |
| ------------------ | ----------- | ------ | -------------- | ---------------- | --------------- | --- | - | -------- |
| Бійцівський клуб 2 | Dark Horse  | США    | англійська     | Анастасія Рогоза | 2017            | Том | 2 | 256      |

### КМ-Букс
| Назва                                 | Видавництво                   | Дата публікації |
| ------------------------------------- | ----------------------------- | --------------- |
| Бетмен. Світ очима супергероя         | DC Comics, Insight Comics     | 2017            |
| Тор. Світ очима супергероя            | Marvel Comics, Insight Comics | 2017            |
| Залізна людина. Світ очима супергероя | Marvel Comics, Insight Comics | 2018            |
| Людина-павук. Світ очима супергероя   | Marvel Comics, Insight Comics | 2018            |
| Супермен. Світ очима супергероя       | DC Comics, Insight Comics     | 2018            |
| Диво-Жінка. Світ очима супергероя     | DC Comics, Insight Comics     | 2018            |
| Джокер. Світ очима лиходія            | DC Comics, Insight Comics     | 2019            |
| Росомаха. Світ очима супергероя       | Marvel Comics, Insight Comics | 2019            |

### Країна мрій
| Назва                     | Видавництво | Країна | Мова оригіналу | Переклад         | Дата публікації | Вид | № | Сторінки |
| ------------------------- | ----------- | ------ | -------------- | ---------------- | --------------- | --- | - | -------- |
| Сутінки. Роман у коміксах | Yen Press   | США    | англійська     | Ольга Федорченко | 2010            | Том | 1 | 224      |

### Мрія
| Назва                                                  | Видавництво | Дата публікації |
| 2021                                                   | 2021        | 2021            |
| ------------------------------------------------------ | ----------- | --------------- |
| Доктор Дум. Том 1: Поттерсвілль                        | Marvel      | травень 2021    |
| Старий Соколине Око. Том 1: Око за Око                 | Marvel      | вересень 2021   |
| 2023                                                   |             |                 |
| Таємні війни                                           | Marvel      | січень 2023     |
| Дивовижна Людина-Павук: Останнє бажання                | Marvel      | лютий 2024      |
| 2024                                                   |             |                 |
| Неперевершена Людина-Павук. Том 1: Мій Особистий Ворог | Marvel      | травень 2024    |
| Доктор Дум. Том 2: Бедфорд-Фоллз                       | Marvel      | серпень 2024    |

### Перо
| Назва                                   | Видавництво            | Країна | Мова оригіналу | Переклад        | Дата публікації | Вид | № | Сторінки |
| --------------------------------------- | ---------------------- | ------ | -------------- | --------------- | --------------- | --- | - | -------- |
| Бізенгаст                               | Tokyopop               | США    | англійська     | В. Погасий      | 2010            | Том | 1 | 192      |
| Warcraft. Легенди                       | Blizzard Entertainment | США    | англійська     | К. Зінкевич     | 2010            | Том | 1 | 176      |
| Star Trek. Зоряний шлях. До нових зірок | Tokyopop               | США    | англійська     | Ігор Андрущенко | 2010            | Том | 1 | 232      |
| Поцілунок вампіра: Кровні брати         | Katherine Tegen Books  | США    | англійська     | Ігор Андрущенко | 2010            | Том | 1 | 128      |
| Принцеса Аі                             | Tokyopop               | США    | англійська     | К. Зінкевич     | 2010            | Том | 1 | 196      |
| Персиковий пух                          | Tokyopop               | США    | англійська     | К. Зінкевич     | 2010            | Том | 1 | 176      |
| Ангели ковчега                          | Tokyopop               | США    | англійська     | К. Зінкевич     | 2010            | Том | 1 | 192      |
| Ван-Вон Хантер                          | Tokyopop               | США    | англійська     | К. Зінкевич     | 2010            | Том | 1 | 184      |

### Ранок
| Назва                                                          | Видавництво | Країна | Переклад | Дата публікації |
| -------------------------------------------------------------- | ----------- | ------ | -------- | --------------- |
| Як приборкати дракона. Вершники берка. Верхи на драконі. Том 1 |             |        |          |                 |
| Як приборкати дракона. Вершники берка. Верхи на драконі. Том 2 |             |        |          |                 |
| Як приборкати дракона. Вершники берка. Верхи на драконі. Том 3 |             |        |          |                 |
| Як приборкати дракона. Вершники берка. Верхи на драконі. Том 4 |             |        |          |                 |
| Як приборкати дракона. Вершники берка. Верхи на драконі. Том 5 |             |        |          |                 |
| Як приборкати дракона. Вершники берка. Верхи на драконі. Том 6 |             |        |          |                 |
| Ґравіті Фолз. Міні-епізоди. Таємниці Гравіті Фолз              |             |        |          |                 |
| Ґравіті Фолз. Дивногеддон                                      |             |        |          |                 |
| Тролі. Друзі й обіймашки                                       |             |        |          |                 |
| Тролі. Час святкувати!                                         |             |        |          |                 |
| Тролі. Вечірка з бергенами                                     |             |        |          |                 |
| Ґравіті Фолз. Комікси. Загублені легенди                       |             |        |          |                 |
| Справу веде Енола Голмс. Подвійне зникнення. Книга 1           |             |        |          |                 |
| Справу веде Енола Голмс. Справа Леді Алістер. Книга 2          |             |        |          |                 |
| Справу веде Енола Голмс. Таємниця білих маків. Книга 3         |             |        |          |                 |
| Ґравіті Фолз. Кіноісторія в коміксах. Збірка 1                 |             |        |          |                 |
| Ґравіті Фолз. Кіноісторія в коміксах. Збірка 2                 |             |        |          |                 |
| Дисней. Комікси. Тачки 3                                       |             |        |          |                 |
| Артеміус Фаул. Графічний роман                                 |             |        |          |                 |
| Ігри шпигунів. Мінні і Дейзі #1-4                              |             |        |          |                 |
| Дисней. Комікси. Білосніжка і семеро гномів                    |             |        |          |                 |
| Дисней. Комікси. Попелюшка                                     |             |        |          |                 |
| Дисней. Комікси. Русалонька                                    |             |        |          |                 |
| Дисней. Комікси. Рапунцель. Заплутана історія                  |             |        |          |                 |
| Дисней. Комікси. Крижане серце                                 |             |        |          |                 |
| Дисней. Комікси. Крижане серце 2                               |             |        |          |                 |
| Коледж із привидами. Жахосторії Disney                         |             |        |          |                 |
| Пазури в скриньці. Жахосторії Disney                           |             |        |          |                 |
| Тіні чорного лісу. Жахосторії Disney                           |             |        |          |                 |
| Крижані чудовиська. Жахосторії Disney                          |             |        |          |                 |
| Бріна і Банда котячого сонця                                   |             |        |          |                 |
| Привид Києва                                                   |             |        |          |                 |
| Фібі та єдинорозя. Книга 1                                     |             |        |          |                 |
| Фібі та єдинорозя. Книга 2                                     |             |        |          |                 |
| Позивний Кіт                                                   |             |        |          |                 |
| Бінкі. Космокіт                                                |             |        |          |                 |
| Бінкі. Рятівник                                                |             |        |          |                 |
| Бінкі. Випробування                                            |             |        |          |                 |
| Бінкі має доручення                                            |             |        |          |                 |
| Коти-Захисники UA. Незламні                                    |             |        |          |                 |
| Коти-Захисники UA. Літак-супергерой                            |             |        |          |                 |
| Саме той BANKSY                                                |             |        |          |                 |
| Пес Патрон і Шкарпетковий монстр                               |             |        |          |                 |

### Рідна мова/РМ
| Назва                                                                                               | Видавництво               | Дата публікації |
| 2017                                                                                                | 2017                      | 2017            |
| --------------------------------------------------------------------------------------------------- | ------------------------- | --------------- |
| Наука в коміксах. SEX                                                                               | William Morrow Paperbacks | 11.04.2017      |
| Бетмен: Рік перший                                                                                  | DC                        | 10.05.2017      |
| Бетмен: Убивчий жарт                                                                                | DC                        | 10.05.2017      |
| Загін самогубців. Книга 1: Копняк у зуби                                                            | DC                        | 10.05.2017      |
| Ліга справедливості. Книга 1: Початок                                                               | DC                        | 10.05.2017      |
| Наука в коміксах. Всесвітня історія. Том 1. Від Великого вибуху до походів Александра Македонського | William Morrow Paperbacks | 15.06.2017      |
| Флеш. Книга 1. Тільки вперед                                                                        | DC                        | 3.08.2017       |
| Наука в коміксах. Філософія                                                                         | William Morrow Paperbacks | 11.09.2017      |
| Бетмен: Цить                                                                                        | DC                        | 09.2017         |
| Бетмен. Книга 1: Суд Сов                                                                            | DC                        | 11.10.2017      |
| Ліга Справедливості. Книга 2. Шлях злочинця                                                         | DC                        | 9.11.2017       |
| Загін самогубців. Книга 2: Сходження Василіска                                                      | DC                        | 18.12.2017      |
| The Sandman. Пісочний чоловік. Книга 1. Прелюдії й ноктюрни                                         | DC                        | 12.2017         |
| Наука в коміксах. Всесвітня історія. Том 2. Від розвитку Китаю до занепаду Риму. І про Індію також! | William Morrow Paperbacks | 2017            |
| 2018                                                                                                |                           |                 |
| Бетмен: Ноель                                                                                       | DC                        | 22.01.2018      |
| Роня, дочка розбійника. Книга 1. Дитина-громовиця                                                   | Rabén & Sjögren           | 30.01.2018      |
| Бетмен. Книга 2. Місто сов                                                                          | DC                        | 14.03.2018      |
| Флеш. Книга 2. Революція бунтарів                                                                   | DC                        | 14.03.2018      |
| The Sandman. Пісочний чоловік. Книга 2. Ляльковий дім                                               | DC                        | 4.05.2018       |
| Вартові                                                                                             | DC                        | 21.05.2018      |
| Бетмен. Книга 3. Смерть сім'ї                                                                       | DC                        | 18.07.2018      |
| Джокер                                                                                              | DC                        | 17.08.2018      |
| Бетмен. Повернення Темного лицаря                                                                   | DC                        | 11.09.2018      |
| Аквамен. Книга 1. Западина                                                                          | DC                        | 19.10.2018      |
| Проповідник. Книга 1                                                                                | DC                        | 19.10.2018      |
| Бетмен. Довгий Гелловін                                                                             | DC                        | 25.10.2018      |
| 2019                                                                                                |                           |                 |
| Ліга Справедливості. Книга 3. Трон Атлантиди                                                        | DC                        | 15.01.2019      |
| Наука в коміксах. Фізика                                                                            | William Morrow Paperbacks | 17.01.2019      |
| Проповідник. Книга 2                                                                                | DC                        | 14.02.2019      |
| Бетмен. Книга 4. Нульовий рік — Таємне місто                                                        | DC                        | 22.02.2019      |
| Супермен: Червоний син                                                                              | DC                        | 25.03.2019      |
| Флеш. Книга 3. Війна з горилами                                                                     | DC                        | 25.03.2019      |
| Зрозуміти комікси. Невидиме мистецтво                                                               | Tundra Publishing         | 26.03.2019      |
| Шазам!                                                                                              | DC                        | 2.04.2019       |
| Казки. Книга 1. Легенди у вигнанні.                                                                 | DC                        | 18.04.2019      |
| Бетмен. Білий лицар                                                                                 | DC                        | 6.05.2019       |
| Аквамен. Книга 2. Інші                                                                              | DC                        | 8.05.2019       |
| Принцеса + принцеса: довго і щасливо                                                                | Oni Press                 | 13.05.2019      |
| Hellblazer. Той, хто йде крізь пекло. Книга 1                                                       | DC                        | 1.06.2019       |
| Hellblazer. Той, хто йде крізь пекло. 51                                                            | DC                        | 1.06.2019       |
| Stranger Things. Книга 1. По той бік                                                                | Dark Horse                | 4.07.2019       |
| Проповідник. Книга 3                                                                                | DC                        | 07.2019         |
| Роня, дочка розбійника. Книга 2. Літавиці                                                           | Rabén & Sjögren           | 1.08.2019       |
| Бетмен. Книга 5. Нульовий рік — Темне місто                                                         | DC                        | 10.08.2019      |
| Блексед. Книга 1                                                                                    | Dargaud                   | 21.08.2019      |
| Товариство чайних драконів                                                                          | Oni Press                 | 5.09.2019       |
| Бетмен. Проклятий                                                                                   | DC                        | 8.09.2019       |
| Шибайголова: Жовтий                                                                                 | Marvel                    | 25.10.2019      |
| Бетмен. Книга 7. Ендшпіль                                                                           | DC                        | 7.11.2019       |
| Казки. Книга 2. Хутір Тварин                                                                        | DC                        | 7.11.2019       |
| Сага. Книга 1                                                                                       | Image Comics              | 7.11.2019       |
| Флеш. Книга 4. Навспак                                                                              | DC                        | 7.11.2019       |
| Галк. Сірий                                                                                         | Marvel                    | 12.11.2019      |
| Ліга Справедливості. Книга 4. Війна Трійці                                                          | DC                        | 27.11.2019      |
| Всесвіт DC. Відродження                                                                             | DC                        | 11.12.2019      |
| Монстриця. Том 1. Пробудження                                                                       | Image Comics              | 11.12.2019      |
| Диво-Жінка. Том 1. Брехня. Рік перший                                                               | DC                        | 19.12.2019      |
| The Sandman. Пісочний чоловік. Книга 3. Країна снів                                                 | DC                        | 2019            |
| The Sandman. Пісочний чоловік. Книга 4. Пора туману                                                 | DC                        | 2019            |
| Бетмен. Книга 6. Нічна зміна                                                                        | DC                        | 2019            |
| Кіношно. Графічна мандрівка світом кіно                                                             | SelfMadeHero              | 2019            |
| Людина-Павук. Синій                                                                                 | Marvel                    | 2019            |
| Наука в коміксах. Всесвітня історія. Книга 3. Від розквіту Аравії до Ренесансу                      | William Morrow Paperbacks | 2019            |
| Наука в коміксах. Всесвітня історія. Том 4. Від Колумба до конституції США                          | William Morrow Paperbacks | 2019            |
| Наука в коміксах. Алгебра                                                                           | William Morrow Paperbacks | 2019            |
| 2020                                                                                                |                           |                 |
| Проповідник. Книга 4                                                                                | DC                        | 16.01.2020      |
| Stranger Things. Книга 2. Шоста                                                                     | Dark Horse                | 30.01.2020      |
| Капітан Америка. Білий                                                                              | Marvel                    | 30.01.2020      |
| Каратель. Книга 1. Френкова світова війна                                                           | Marvel                    | 30.01.2020      |
| Академія «Парасоля». Книга 1                                                                        | Dark Horse                | 14.02.2020      |
| Сага. Книга 2                                                                                       | Image Comics              | 17.02.2020      |
| Бухта водорога                                                                                      | Oni Press                 | 27.02.2020      |
| Гарлін                                                                                              | DC                        | 11.03.2020      |
| Чорна Пантера. Народ у нас під ногами. Книга 1                                                      | Marvel                    | 17.03.2020      |
| Флеш. Книга 5. Уроки історії                                                                        | DC                        | 3.04.2020       |
| Сага. Книга 3                                                                                       | Image Comics              | 9.04.2020       |
| The Sandman. Пісочний чоловік. Книга 5. Гра в тебе                                                  | DC                        | 30.04.2020      |
| V означає Vендета                                                                                   | DC                        | 18.05.2020      |
| Блексед. Книга 2                                                                                    | Dargaud                   | 2.06.2020       |
| Наука в коміксах. Хімія                                                                             | William Morrow Paperbacks | 3.06.2020       |
| Чорна Вдова. Книга 1. Тонкосплетена нитка                                                           | Marvel                    | 9.06.2020       |
| Супермен. Рік перший                                                                                | DC                        | 14.06.2020      |
| Ліга Справедливості. Книга 5. Герої назавжди                                                        | DC                        | 8.07.2020       |
| Казки. Книга 3. Кохання як у казці                                                                  | DC                        | 10.07.2020      |
| Академія «Парасоля». Книга 2. Даллас                                                                | Dark Horse                | 4.08.2020       |
| Міз Марвел. Книга 1                                                                                 | Marvel                    | 10.08.2020      |
| Наука в коміксах. Матан                                                                             | William Morrow Paperbacks | 11.08.2020      |
| The Sandman. Пісочний чоловік. Книга 6. Притчі й відображення                                       | DC                        | 17.08.2020      |
| Каратель. Книга 2. Війна в Баґалії                                                                  | Marvel                    | 7.09.2020       |
| Бетмен. Темна перемога                                                                              | DC                        | 15.09.2020      |
| Диво-Жінка. Том 2. Правда. Богочати                                                                 | DC                        | 24.09.2020      |
| Бетмен. Книга 8. Надважкий                                                                          | DC                        | 5.10.2020       |
| Створити комікс                                                                                     | Tundra Publishing         | 6.10.2020       |
| Проповідник. Книга 5                                                                                | DC                        | 20.10.2020      |
| Джокер. Вбивча усмішка                                                                              | DC                        | 26.10.2020      |
| Монстриця. Том 2. Кров                                                                              | Image Comics              | 9.11.2020       |
| Сестри Ґреміє. Книга 1. Сон Сари                                                                    | Europe Comics             | 19.11.2020      |
| Чорна Пантера. Народ у нас під ногами. Книга 2                                                      | Marvel                    | 3.12.2020       |
| The Sandman. Пісочний чоловік. Книга 7. Короткі життя                                               | DC                        | 17.12.2020      |
| Болотяна Істота. Книга 1                                                                            | DC                        | 29.12.2020      |
| Болотяна Істота. Книга 1. Спецвидання                                                               | DC                        | 29.12.2020      |
| Історії з Академії «Парасоля». Гейзел і Ча-Ча рятують Різдво                                        | Dark Horse                | 2020            |
| Ліга справедливості. Книга 1. Початок. Спецвидання                                                  | DC                        | 2020            |
| Наука в коміксах. Біологія                                                                          | William Morrow Paperbacks | 2020            |
| Наука в коміксах. Всесвітня історія. Том 5. Від Бастилії до Багдада                                 | William Morrow Paperbacks | 2020            |
| Роня, дочка розбійника. Книга 3. Ведмежа печера                                                     | Rabén & Sjögren           | 2020            |
| 2021                                                                                                |                           |                 |
| DCміляція                                                                                           | DC                        | 01.2021         |
| Бетмен. Книга 9. Квіт                                                                               | DC                        | 3.02.2021       |
| Ліга Справедливості. Книга 6. Ліга Несправедливості                                                 | DC                        | 25.02.2021      |
| Свято чайних драконів                                                                               | Oni Press                 | 7.03.2021       |
| Дюна. Книга 1 (Графічний роман)                                                                     | ABRAMS Comic Arts         | 10.03.2021      |
| Казки. Книга 4. Марш дерев'яних солдатиків                                                          | DC                        | 18.03.2021      |
| Блексед. Книга 3                                                                                    | Dargaud                   | 30.03.2021      |
| Сага. Книга 4                                                                                       | Image Comics              | 31.03.2021      |
| Зізнання книголюба                                                                                  | ABRAMS Comic Arts         | 14.04.2021      |
| Триліум                                                                                             | DC                        | 14.04.2021      |
| Бетмен. Прокляття Білого Лицаря                                                                     | DC                        | 5.05.2021       |
| Бетмен: Троє Джокерів                                                                               | DC                        | 18.05.2021      |
| Бетмен. Книга 10. Епілог                                                                            | DC                        | 15.06.2021      |
| The Sandman. Пісочний чоловік. Книга 8. Кінець світів                                               | DC                        | 17.06.2021      |
| Ґідеон-Фоллз. Книга 1. Чорний Амбар                                                                 | Image Comics              | 25.06.2021      |
| Червоний вовчик                                                                                     | CubHouse                  | 30.06.2021      |
| Казки. Книга 5. Жорстокі пори року                                                                  | DC                        | 23.07.2021      |
| Академія «Парасоля». Книга 3. Готель «Забуття»                                                      | Dark Horse                | 27.07.2021      |
| Флеш. Книга 6. Час збіг                                                                             | DC                        | 29.09.2021      |
| Бетмен. Людина, що сміється                                                                         | DC                        | 30.09.2021      |
| Stranger Things. Книга 3. У полум'я                                                                 | Dark Horse                | 4.10.2021       |
| Ліга Справедливості. Книга 7. Війна Дарксайда. Частина 1                                            | DC                        | 13.10.2021      |
| Ґідеон-Фоллз. Книга 2. Первородні гріхи                                                             | Image Comics              | 21.10.2021      |
| Кошичок із головами                                                                                 | DC                        | 1.11.2021       |
| Трансметрополітан. Книга 1                                                                          | DC                        | 12.11.2021      |
| Дюна. Дім Атрідів. Книга 1                                                                          | BOOM! Studios             | 15.11.2021      |
| Сага. Книга 5                                                                                       | Image Comics              | 25.11.2021      |
| The Sandman. Пісочний чоловік. Книга 9. Милостиві                                                   | DC                        | 13.12.2021      |
| 2022                                                                                                |                           |                 |
| Бетмен. Лицар із привидами                                                                          | DC                        | 20.01.2022      |
| Джокер/Гарлі. Осудність                                                                             | DC                        | 1.02.2022       |
| Ліга Справедливості. Книга 8. Війна Дарксайда. Частина 2                                            | DC                        | 8.02.2022       |
| Hellblazer. Той, хто йде крізь пекло: Злети та падіння                                              | DC                        | 14.02.2022      |
| Джо-Варвар                                                                                          | DC                        | 14.02.2022      |
| The Sandman. Пісочний чоловік. Книга 10. Поминання                                                  | DC                        | 17.02.2022      |
| Казки. Книга 6. Батьківщина                                                                         | DC                        | 18.02.2022      |
| Сага. Книга 6                                                                                       | Image Comics              | 23.02.2022      |
| Сестри Ґреміє. Книга 2. Кохання Кассіопеї                                                           | Europe Comics             | 02.2022         |
| Флеш. Книга 7. Дикий світ                                                                           | DC                        | 02.2022         |
| Бетмен. Останній лицар на землі                                                                     | DC                        | 23.07.2022      |
| 2023                                                                                                |                           |                 |
| Дюна. Дім Атрідів. Книга 2                                                                          | BOOM! Studios             | 27.04.2023      |
| Дюна. Дім Атрідів. Книга 3                                                                          | BOOM! Studios             | 27.04.2023      |
| Stranger Things. Книга 4: Табір «Знайхідка»                                                         | Dark Horse                | 1.08.2023       |
| The Sandman. Пісочний Чоловік: Безмежні ночі                                                        | DC                        | 11.10.2023      |
| Ласун. Книга 1                                                                                      | DC                        | 7.11.2023       |
| The Sandman. Пісочний Чоловік: Полювання на сни                                                     | DC                        | 17.11.2023      |
| Болотяна Істота: Зелене пекло                                                                       | DC                        | 29.11.2023      |
| Джокер. Том перший                                                                                  | DC                        | 15.12.2023      |
| 2024                                                                                                |                           |                 |
| Бетмен: Самозванець                                                                                 | DC                        | 26.02.2024      |
| Ласун. Книга 2                                                                                      | DC                        | 22.03.2024      |
| Роршах                                                                                              | DC                        | 30.03.2024      |
| Проповідник. Книга 6                                                                                | DC                        | 9.04.2024       |
| The Sandman. Пісочний Чоловік: Увертюра                                                             | DC                        | 11.04.2024      |
| Казки. Книга 7. 1001 ніч (і день)                                                                   | DC                        | 14.05.2024      |
| Казки. Книга 8. Вовки                                                                               | DC                        | 12.06.2024      |
| Отруйний плющ. Книга 1: Непорочне коло                                                              | DC                        | 18.06.2024      |
| Диво-жінка. Історія: Амазонки                                                                       | DC                        | 29.06.2024      |
| Ґідеон-Фоллз. Книга 3: Стації хресної дороги                                                        | Image Comics              | 31.07.2024      |
| Монстриця. Том 3: Гавань                                                                            | Image Comics              | 31.07.2024      |
| Сага. Книга 7                                                                                       | Image Comics              | 31.07.2024      |
| Сага. Книга 8                                                                                       | Image Comics              | 31.07.2024      |
| Ласун. Книга 3                                                                                      | DC                        | 20.09.2024      |
| Казки. Книга 9: Сини Імперії                                                                        | DC                        | 26.10.2024      |
| Невидимі. Книга 1                                                                                   | DC                        | 28.10.2024      |
| Отруйний плющ. Книга 2: Неетичне споживання                                                         | DC                        | Грудень 2024    |
| Первородне                                                                                          | Image Comics              | Грудень 2024    |
| Тіла                                                                                                | DC                        | Грудень 2024    |
| 2025                                                                                                |                           |                 |
| Ґідеон-Фоллз. Книга 4: Пентокулус                                                                   | Image Comics              | Лютий 2025      |
| Смерть. Абсолютне видання                                                                           | DC                        | Лютий 2025      |
| Казки. Книга 10: Добрий Принц                                                                       | DC                        | Березень 2025   |
| Сага. Книга 9                                                                                       | Image Comics              | Березень 2025   |
| Ґідеон-Фоллз. Книга 5: Пропащі світи                                                                | Image Comics              | Травень 2025    |
| Монстриця. Том 4: Обрана                                                                            | Image Comics              | Травень 2025    |
| Казки. Книга 11: Батьківщина в огні                                                                 | DC                        | Червень 2025    |

### Свічадо
| Назва     | Видавництво | Країна | Переклад | Дата публікації |
| --------- | ----------- | ------ | -------- | --------------- |
| Марія і я |             |        |          |                 |

### ТУТ
| Назва                                                | Видавництво | Країна | Переклад | Дата публікації |
| ---------------------------------------------------- | ----------- | ------ | -------- | --------------- |
| Тірольський троль. Повернення у місто                |             |        |          |                 |
| Міфологема. Дід Піхто або Гості, які постукали знизу |             |        |          |                 |
| Герой Горобець. Том 1. Небезпечні перегони           |             |        |          |                 |
| Сіра долина. Книга 1. Байки старого хутора           |             |        |          |                 |
| Сіра долина. Книга 2. Реальні монстри                |             |        |          |                 |
| Герой Горобець. Том 2. Банди Нью-Йорка               |             |        |          |                 |
| Сіра долина. Книга 3. Туман згущується               |             |        |          |                 |
| Сіра долина. Книга 4. Потойбіччя                     |             |        |          |                 |
| Академія духів природи. Болібошка. Книга 1           |             |        |          |                 |
| Орден Лицарів. Початок                               |             |        |          |                 |
| Мідлвест                                             |             |        |          |                 |

### Чорним по Білому
| Назва        | Видавництво    | Країна | Мова оригіналу | Переклад    | Дата публікації | Вид | № | Сторінки |
| ------------ | -------------- | ------ | -------------- | ----------- | --------------- | --- | - | -------- |
| Скеггі Згуба | SLG Publishing | США    | англійська     | Олесь Бойко | 2018            | Том | 1 | 168      |

### Меджик Букс
| Номер | Назва | Видавництво   | Сторінки | Дата публікації         |
| 2024  | 2024 | 2024          | 2024     | 2024                    |
| ----- | --- | ------------- | -------- | ----------------------- |
| #1    | Залізна людина #1 «Розслабте мізки» - Iron Man (Vol. 6) #1 «Rest Your Brains»                                     | Marvel Comics | 36       | 19.09.2024 - 16.09.2020 |
| #2    | Вартові галактики #1 «1: Отже, ми.» - Guardians of the Galaxy (Vol. 6) #1 «1: Then it's us.»                      | Marvel Comics | 36       | 19.09.2024 - 22.01.2020 |
| 2025  | |               |          |                         |
| #3    | Дивовижна Людина-павук #1 «Назад до основ: Частина 1» - Amazing Spider-Man (Vol. 5) #1 «Back to Basics: Part One» | Marvel Comics | 32       | 31.07.2025 - 11.07.2018 |
| #4    | Капітанка Марвел: Marvels Snapshots «Хто ти?» - Captain Marvel: Marvels Snapshots #1 «What's Your Story?»         | Marvel Comics | 32       | 31.07.2025 - 24.02.2021 |